# Geschichte des Elektroautos

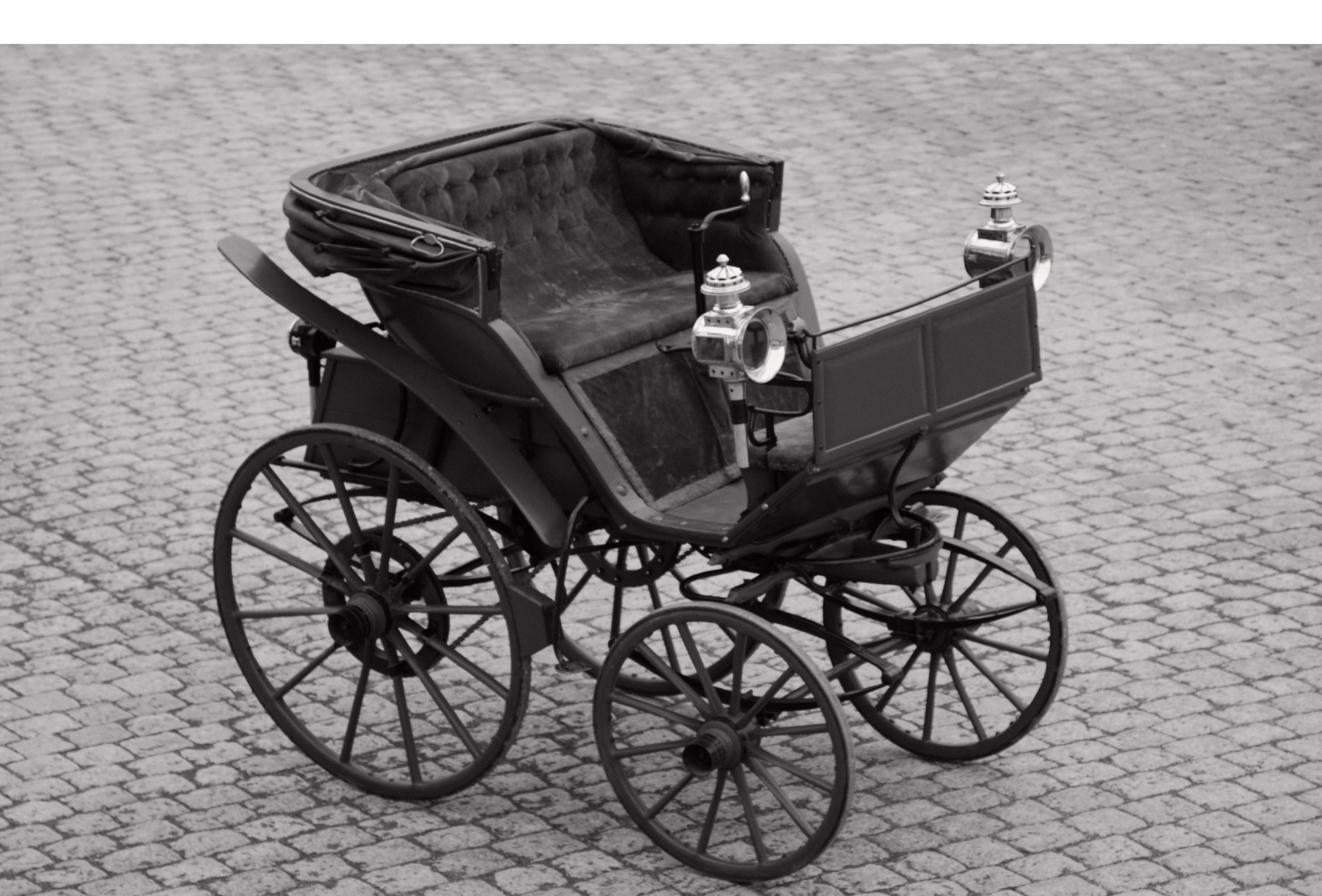
Flocken Elektrowagen

Die Geschichte des Elektroautos begann Mitte des 19. Jahrhunderts. Vermutlich zwischen 1832 und 1839 entwickelte der schottische Erfinder Robert Anderson in Aberdeen das erste Elektrofahrzeug. Das erste bekannte deutsche Elektroauto war der Flocken Elektrowagen von 1888, der von der Maschinenfabrik A. Flocken in Coburg gefertigt wurde. Diese vierrädrige Elektrokutsche war vermutlich der weltweit erste elektrisch angetriebene Personenkraftwagen. Etwa zeitgleich konstruierten die Russen Jablotschkow und Romanow erste PKW mit Elektromotor. In der Frühzeit der Kraftfahrzeuge, nach den Dampfkraftwagen, aber noch vor den Fahrzeugen mit Verbrennungsmotor, die ab ca. 1910 als Basis der Automobile galten, waren die Elektrofahrzeuge den Konkurrenten in mehrerer Hinsicht technisch überlegen.
Ab etwa 1910 waren Elektroautos weitgehend aus dem Straßenbild verdrängt und führten fast ein Jahrhundert ein Nischendasein.
Erst in den 1990er Jahren wurde verstärkt an neuen Akkutechnologien und Elektroantrieben geforscht, die sich in einer Reihe von Prototypen, Kleinserienfahrzeugen und neuen Modellreihen zeigten. Wesentliche Gründe hierfür waren die wachsende Luftverschmutzung in den Ballungszentren durch die massenhafte Verbreitung von Fahrzeugen mit Verbrennungsmotoren, Versorgungsprobleme mit Erdöl in den 1970er Jahren, sowie die Bemühungen zur Begrenzung des Klimawandels.

## Anfänge (ab 1821)

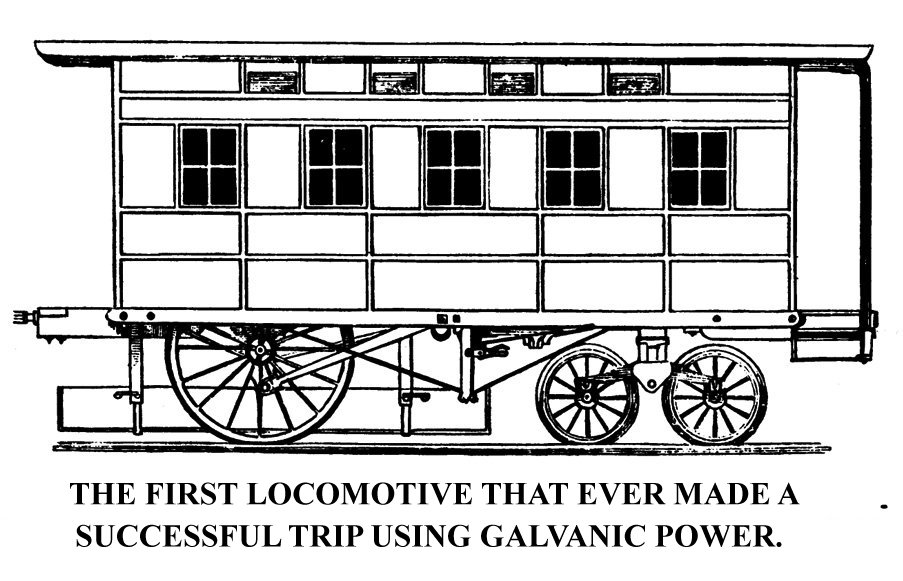
Die batteriebetriebene Lokomotive von Charles Page (1851)

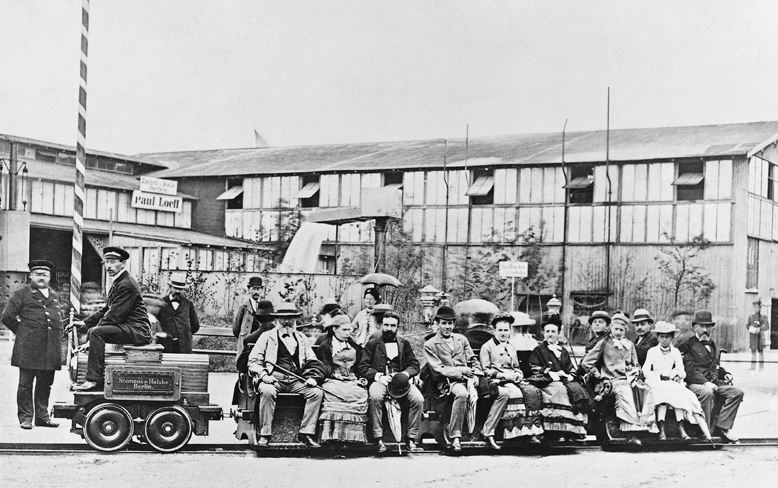
Elektrische Ausstellungsbahn von Siemens

Die Entwicklung des Elektroantriebs bestimmte die Anfänge der Elektroautos wesentlich. Michael Faraday zeigte 1821, wie mit dem Elektromagnetismus eine kontinuierliche Rotation erzeugt werden konnte. Ab den 1830er Jahren entstanden aus den unterschiedlichsten Elektromotoren-Typen und Batterie-Varianten verschiedene Elektrofahrzeuge und Tischmodelle, beispielsweise von Sibrandus Stratingh und Thomas Davenport. Davenport testete seinen Elektromotor an einer Modelllok, die er auf einem Schienenkreis von etwa einem Meter Durchmesser ihre Runden drehen ließ. Um 1832 soll Robert Anderson einen „Elektrokarren“ gebaut haben. 1839 baute er in Aberdeen das erste Elektrofahrzeug.
Der Schotte Robert Davidson (1804–1894) erprobte 1842 auf der Bahnstrecke zwischen Edinburgh und Glasgow ein elektrisch angetriebenes Fahrzeug, das eine Geschwindigkeit von vier Meilen pro Stunde erreichte, wobei jedoch keine weiteren Lasten gezogen oder Passagiere befördert werden konnten.
In Frankfurt am Main gelang es 1840 Johann Philipp Wagner, einen kleinen, mit einem Elektromotor getriebenen Wagen mit Anhänger auf einem Schienenkreis von 20 Metern Umfang fahren zu lassen.
Der US-amerikanische Patentamtsangestellte Charles Grafton Page (1812–1868) begann 1850 nahe Washington, D.C. mit einem staatlichen Zuschuss von 20.000 Dollar den Bau einer von zwei Elektromotoren getriebenen Lokomotive. Die 15 Kilowatt starken „reciprocating“-Motoren bestanden prinzipiell aus zwei Elektromagneten, die einen Eisenstab durch wechselweises Einschalten der Spulen wie in einer Kolbendampfmaschine hin und her bewegten, diese Bewegung wurde über ein Kurbelgetriebe auf die Räder übertragen. Am 29. April 1851 führte man eine Probefahrt mit dieser von einer voluminösen Batterie gespeisten Maschine mit einer Spitzengeschwindigkeit von bis zu 31 km/h durch, die von der Lok jedoch nur vorübergehend erreicht wurde.
Eine 1836 erfundene Batterie war das Daniell-Element, 1839 folgte die verbesserte Batterie von William Grove und ab 1860 gab es wiederaufladbare Bleiakkumulatoren. Sie gehen auf die Erfindung durch den Franzosen Gaston Planté im Jahr 1859 zurück.
Werner Siemens ließ 1879 in Berlin eine zweiachsige Elektrolokomotive auf der damaligen Gewerbeausstellung auf einem 300 Meter langen Rundkurs drei Wagen mit Holzbänken für je sechs Fahrgäste ziehen. Ähnliche Ausstellungsbahnen wurden bald darauf auch anderenorts präsentiert. So ließ auf der Wiener Gewerbeausstellung von 1880 Béla Egger, ein früherer Mitarbeiter von Werner Siemens, auf einer 200 Meter langen Strecke einen motorisierten Plattformwagen hin und her fahren, der für fünf bis sechs stehende Personen geeignet war und zusätzlich einen angehängten Sitzwagen hinter sich her zog.

## Erste Elektro-Straßenfahrzeuge (ab 1881)

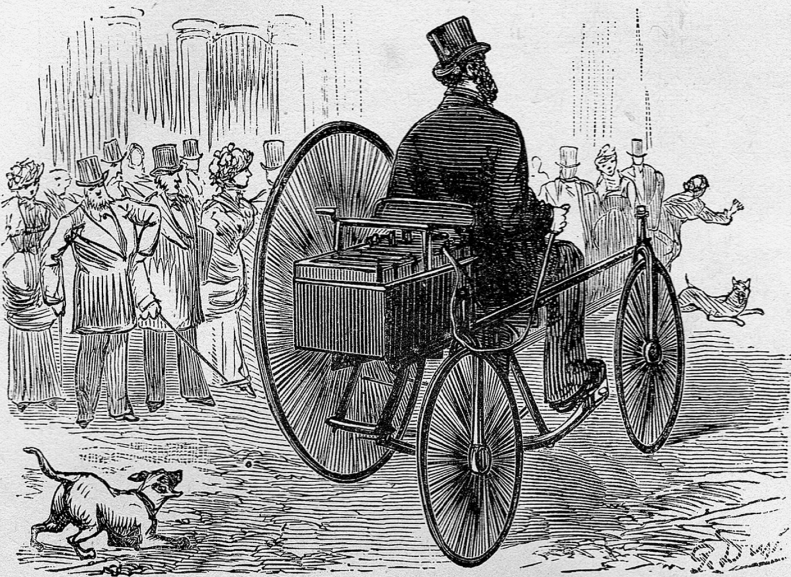
1881 Trouvé Tricycle

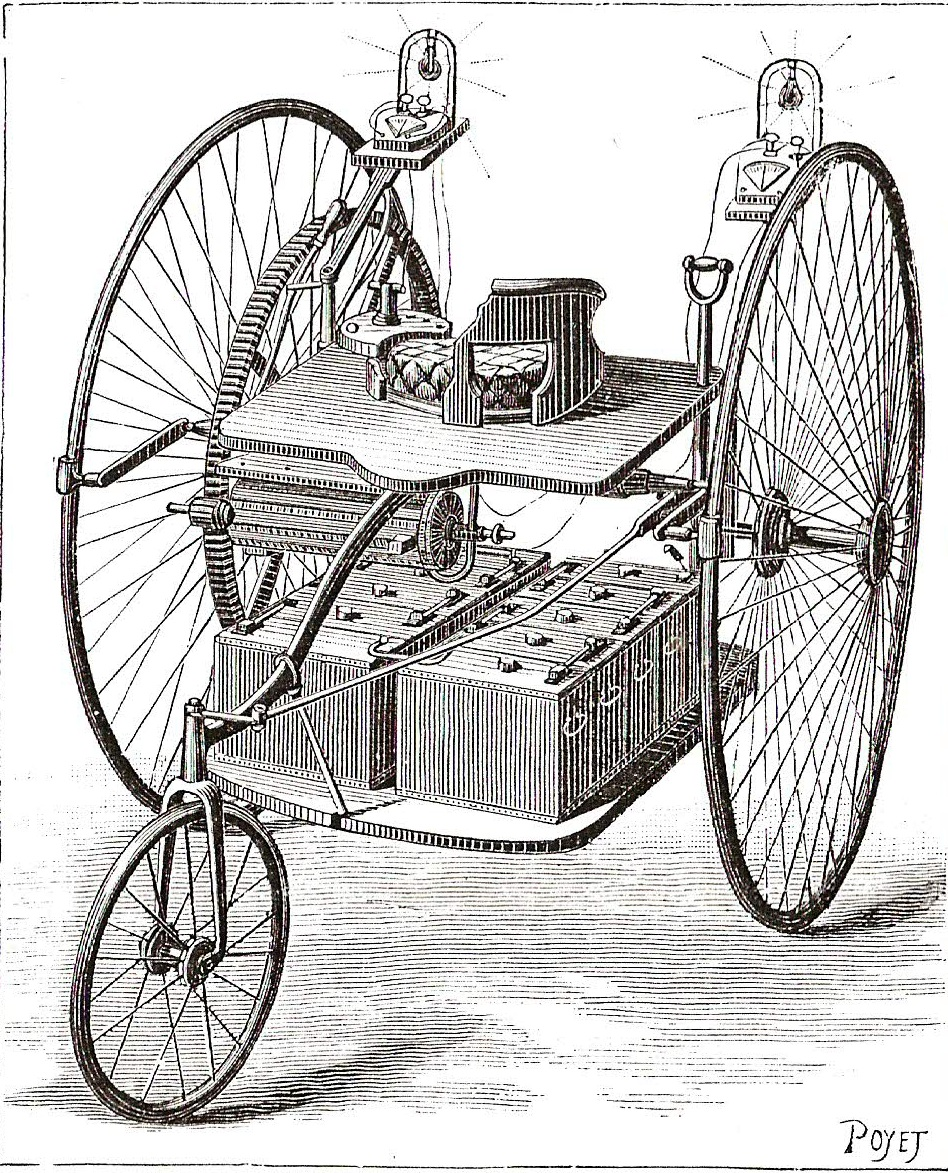
1882 Ayrton & Perry Electric Tricycle

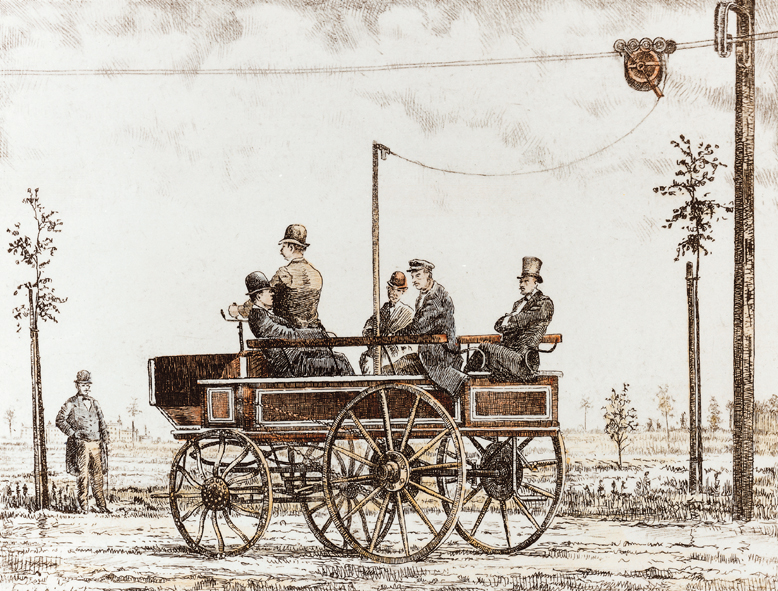
Elektromote von Werner Siemens, Berlin 1882, erster Oberleitungsbus der Welt

### Trouvé
Das erste „offiziell“ anerkannte Elektrofahrzeug stammt von M. Gustave Trouvé in Paris aus dem Jahr 1881 (und wird oft mit dem nachfolgenden Fahrzeug von Ayrton und Perry verwechselt).
Gustave Trouvé fuhr 1881 mit einem dreirädrigen Fahrrad (Starley Coventry) durch Paris, das er als Prüfstand für die Elektromotoren, die er baute, verwendete. Er benutzte Bleiakkumulatoren von Gaston Planté, bei denen die Bleiplatten spiralförmig angeordnet waren. 12 km/h fuhr dieses weltweit erste Gefährt seiner Art bei einer Reichweite von 14 bis 26 km.
Das Trouvé Tricycle wurde 1881 auf der Internationalen Elektrizitätsausstellung in Paris ausgestellt. Trouvé war damit dem einige Monate später vorgestellten Elektrofahrzeug von Ayrton & Perry, das mit einer Weiterentwicklung des Bleiakkumulators Plantés durch Camille Alphonse Faure ausgestattet war, voraus.

### Siemens
Am 29. April 1882 führte Werner Siemens in Halensee bei Berlin einen elektrisch angetriebenen Kutschenwagen, Elektromote genannt, auf einer 540 Meter langen Versuchsstrecke vor. Es war an eine zweipolige Oberleitung gebunden und gilt als weltweit erster Vorläufer heutiger Oberleitungsbusse.

### Ayrton & Perry
Wenige Monate später bauten zwei englische Professoren, William Edward Ayrton und John Perry, ein elektrisches Dreirad mit zwei großen Rädern an der Vorderachse, einem kleinen Rad hinten. Sie verwendeten für ihr Elektrofahrzeug ein Dreirad von Howe Machine Company aus Glasgow. Die Geschwindigkeit wurde durch einzelnes Zu- und Abschalten der zehn Akkumulatorzellen von Camille Alphonse Faure geregelt. Die Batterie hatte einen Energieinhalt von 1,5 kWh und eine Spannung von 20 Volt. Der Motor leistete 0,37 kW (1/2 PS). Dieses Fahrzeug hatte eine Reichweite von bis zu 40 Kilometern und erreichte eine Höchstgeschwindigkeit von circa 14 km/h. Zudem hatte es – im Gegensatz zu Trouvès Fahrzeug – keine Pedale mehr und war somit vollständig auf den Elektroantrieb angewiesen. Im Oktober 1882 fuhren sie mit ihrem Elektrofahrzeug erstmals auf der Queen Victoria Street. Das Ayrton & Perry Electric Tricycle ist das erste Fahrzeug mit elektrischem Licht. Eine Rekonstruktion dieses Fahrzeuges ist im Museum Autovision ausgestellt.

### Jeantaud
Der Pariser Wagenbauer Charles Jeantaud baute 1881 mit Unterstützung von Renier und Faure eine Stanhope (Fuhrwerk) mit einem Gramme Elektromotor und stellte diese auf der „exposition de l’électricité“ (Internationale Elektrizitätsausstellung) aus. Der Tilbury ist ein leichter, einachsiger Gig, der für diesen Zweck vermutlich, ähnlich dem 1887 Volk Electric Dog-Cart, mit einem dritten Rad und einer Lenkung versehen wurde. Die Vorstellung war nicht überzeugend. Der Durchbruch kam etwas später.
Das erste Experiment (Datum nicht bekannt) führte Jeantaud vor seiner Werkstätte durch. Er fuhr ein paar Meter, bis durch einen Kurzschluss die Batterien entleert wurden und das Fahrzeug stehen blieb.

### Volk

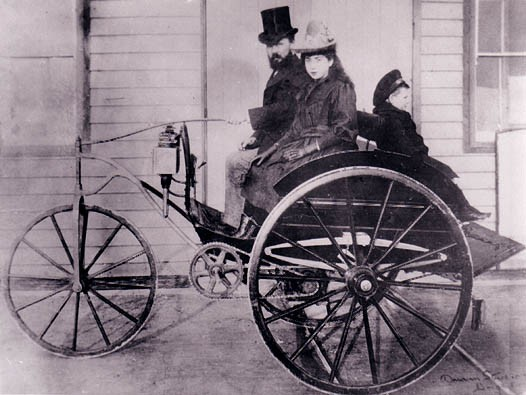
1887 Volk Electric Dog-Cart

Magnus Volk aus Brighton baute 1887 seine erste Elektrokutsche. Der dreirädrige dog-cart hatte einen Elektromotor von Acme & Immisch aus London, dieser leistete ½ PS. Der Wagen fuhr auf Asphalt neun Meilen pro Stunde. Im Jahr 1895 baute Volk ein vierrädriges Elektroauto für den osmanischen Sultan Abdul Hamid.

### Andrew L. Riker
Der erste Amerikaner folgte mit seinem Elektrofahrzeug 1890 – auch wieder ein Dreirad. Vier Batterien gaben dem Fahrzeug eine Leistung von 1/6 PS. Da die Reisegeschwindigkeit nur 12 km/h betrug, war die maximale Reichweite mit 48 Kilometern weiter als die des Trouvé Tricycle.
Riker war 1896 der Gewinner des ersten Rundstreckenrennens in den USA in Providence (Rhode Island) vor einem weiteren Elektroauto, dem Electrobat II.

## Erste Elektroautos (ab 1888)

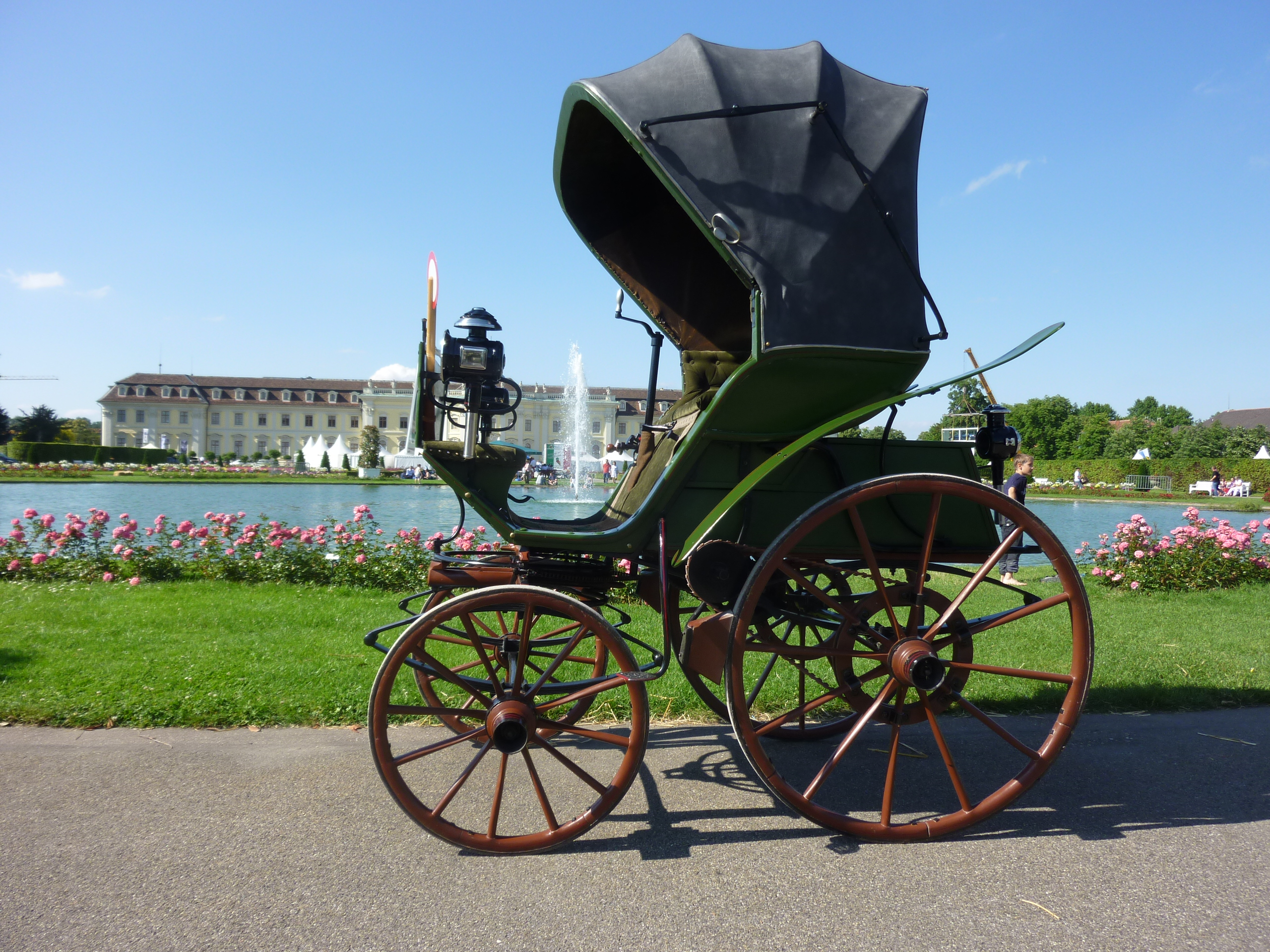
Rekonstruktion des Flocken Elektrowagen von 1888

Autos, technisch Personenkraftwagen genannt, sind Fahrzeuge zur Personenbeförderung mit mindestens vier Rädern.

### Flocken
Das erste bekannte deutsche Elektroauto baute 1888 die Coburger Maschinenfabrik A. Flocken. Es wird vermutet, dass es sich bei diesem vierrädrigen Elektroauto um den weltweit ersten elektrisch angetriebenen Personenkraftwagen handelte.

### Morrison

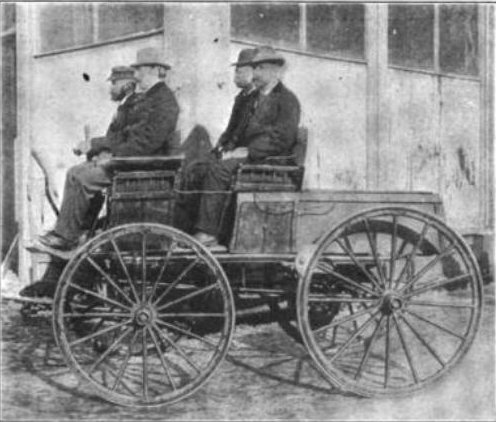
Morrison Electric mit Besitzer Harold Sturges; erbaut um 1890 von William Morrison. Sturges baute 1895 einen neuen Motor ein und meldete sich damit am Chicago Times-Herald Contest an, dem ersten Autorennen in den USA. Das Auto kostete 1891 die horrende Summe von US$ 3600 und gilt als Wegbereiter des Elektroantriebs. Abb. von 1893.

Unter den weiteren Herstellern von Elektroautos ist der US-amerikanische Erfinder und Chemiker William Morrison hervorzuheben. Er gilt als einer der ersten Hersteller funktionstüchtiger elektrisch angetriebener Autos. Zwischen ca. 1887 und 1896 entstanden bis zu zwölf Fahrzeuge, von denen nur die ersten beiden gut belegt sind. Sie entstanden zwischen 1887 und 1890. Die zeittypisch an Kutschen orientierten Fahrzeuge dienten hauptsächlich der Erprobung der von ihm patentierten Batterie und wurden verkauft, wenn er sie nicht mehr benötigte. Angaben zu einem unbestimmten Morrison Electric (wahrscheinlich dem ersten) nennen acht Batterien, die den Strom lieferten für einen 2,5 PS starken Elektromotor, ausreichend für ein Tempo von 10–12 km/h.
Der weitaus bekannteste Morrison Electric ist der zweite. Er gilt als das erste wirklich erfolgreiche elektrisch angetriebene Auto mit vier Rädern und wurde in den Medien breit dargestellt, als ihn Besitzer Harold Sturges an der World’s Columbian Exposition 1893 ausstellte. Morrison konstruierte es mit einem 4-PS-Motor unter dem Fahrzeug, Hinterradantrieb, Siemens-Armaturen (ein eigenes Patent folgte später) und eine patentierte Lenkung mittels Handhebel und Jochstange. 24 Batterien unter dem Sitz lieferten den Antriebsstrom. Sturges meldete das Fahrzeug mit einem neuen Motor am Chicago Times-Herald Contest vom 28. November 1895 an, wo es früh ausfiel.

### Morris und Salom

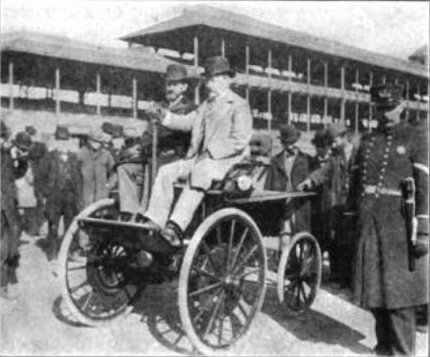
Morris & Salom Electrobat II (1894)

Der Ingenieur Henry G. Morris und der Techniker Pedro G. Salom gehören zu den wichtigsten Pionieren des Elektrofahrzeugs in den USA. Ihre Fahrzeuge entstanden unter Verwendung vieler Komponenten verschiedener Kutschen, wobei Salom für die Elektrotechnik und Morris für Fahrwerk und Aufbau zuständig waren. Unterstützung erhielten sie von Isaac Rice und seiner Electric Storage Battery Company (ESB); dieser erhoffte sich, rechtzeitig in einer günstigen Position zu sein, wenn ein Markt für Elektroautos entstünde. Aus dieser Kooperation entstand 1897 die Electric Carriage & Wagon Company (E.C.W.C.), der erste kommerzielle Elektroautohersteller in den USA. Das Unternehmen wurde nach 13 gebauten Exemplaren verkauft.
Ihr Electrobat II von 1894 gilt als zweites funktionstüchtiges Fahrzeug dieser Art in den USA nach dem Morrison Electric und als ausgereifter. Es hatte zwei 1,5-PS-Motoren von Lundell und ESB-Batterien. Auch dieses Fahrzeug startete am Chicago Times-Herald Contest. Beide fielen aus, Morris und Salom erhielten aber eine Goldmedaille für die Konstruktion. Als Schiedsrichter im Rennen wurde dem Team Hiram Percy Maxim zugelost. Dieser kam so erstmals in näheren Kontakt mit Elektroautos, was ihn bewog, kurz darauf seinem Arbeitgeber, der Pope Manufacturing Company, ein solches vorzuschlagen. Maxim war danach einige Jahre Chefingenieur bei der Columbia Automobile Company in Hartford (Connecticut).

### Parker

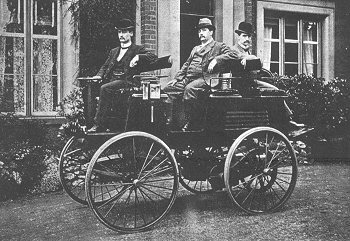
Elektrisch angetriebenes Auto von Parker, ca. 1895 vor seinem Haus in Tettenhall

Laut einem Artikel in The Telegraph von 2009 hat Thomas Parker schon 1884 das erste Elektroauto erfunden. Historische Nachweise fehlen jedoch.
Das einzige historische Dokument zeigt ein elektrisch angetriebenes Auto von Parker, ca. 1895 vor seinem Haus in Tettenhall.

### Kriéger
Die Marke Kriéger war einst die am weitesten verbreitete bei den Elektrofahrzeugen in Europa, vor allem im Taxigewerbe. Die von dem Franzosen Louis Antoine Kriéger (1868–1951) im Jahre 1897 in Courbevoie bei Paris gegründete Société des Voitures Electriques stellte anfangs Vorspannwagen mit Radnaben-Elektromotoren (avant-trains) für Pferdekutschen her, ab 1898 auch komplette Fahrzeuge.

## Die große Zeit der Elektroautos (1896–1912)

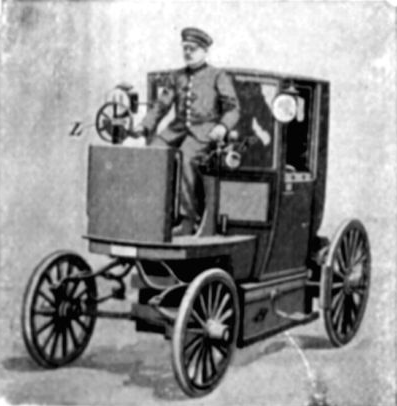
Elektrische Droschke, Höchstgeschwindigkeit: 25 km/h

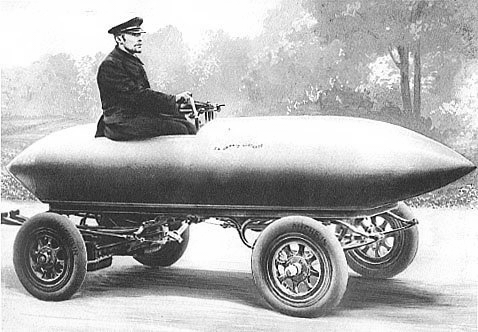
Camille Jenatzy in seinem Elektroauto La Jamais Contente, 1899

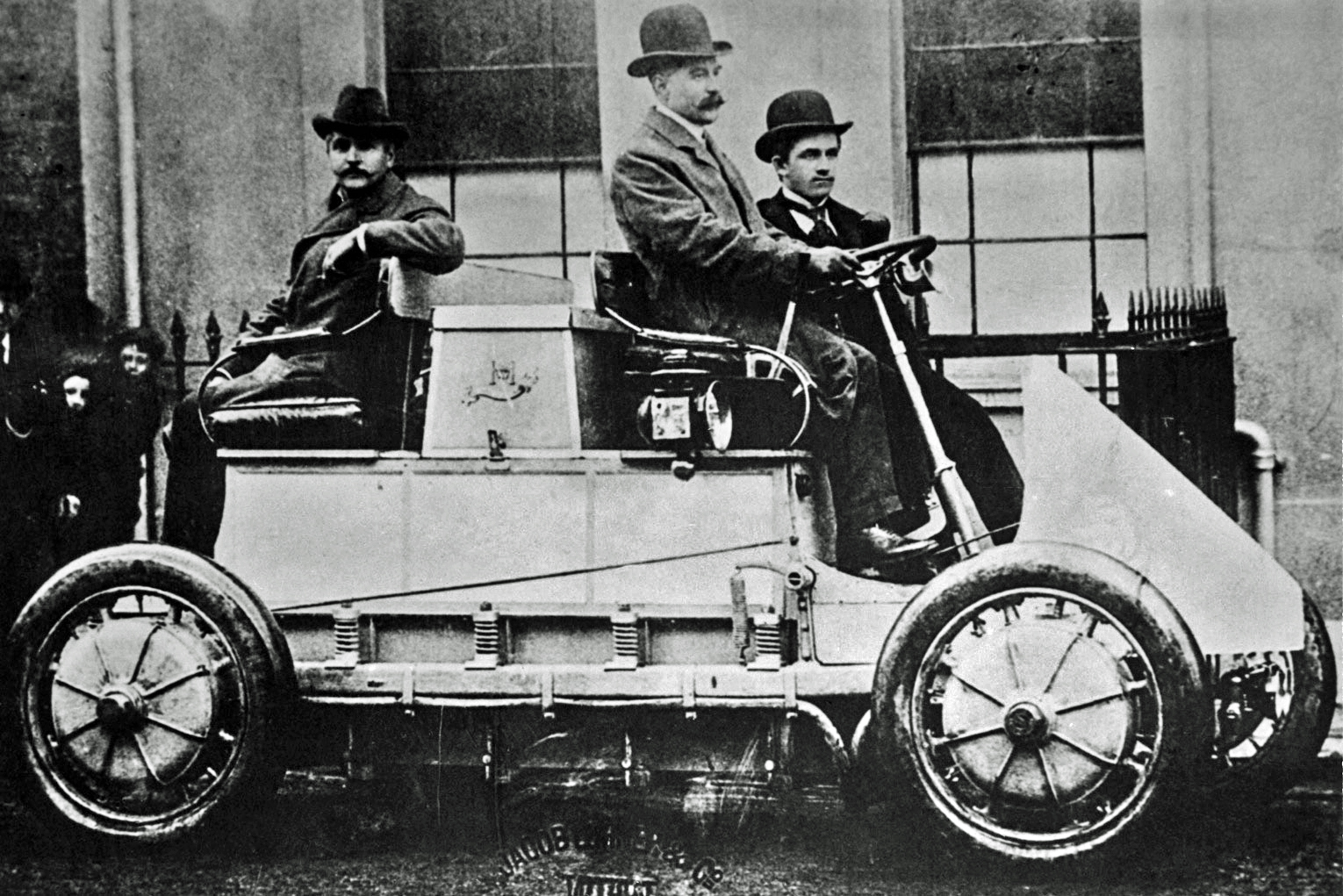
Der Allrad-Rennwagen von Lohner-Porsche, im selben Jahr aufgebaut wie der Star der Weltausstellung in Paris 1900

1897 fand die Gründungsversammlung des Mitteleuropäischen Motorwagen-Vereins in Berlin statt. Dessen Präsident, Oberbaurat a. D. A. Klose, führte am 30. September 1897 aus:

„Als Motorfahrzeuge, welche ihre Energie zur Fortbewegung mit sich führen, machen sich zur Zeit drei Gattungen bemerkenswert, nämlich: durch Dampf bewegte Fahrzeuge, durch Oelmotoren bewegte Fahrzeuge und durch Elektrizität bewegte Fahrzeuge. Die erste Gattung dürfte voraussichtlich in Zukunft hauptsächlich für Wagen auf Schienen und schwere Straßen-Fahrzeuge in Betracht kommen, während das große Gebiet des weiten Landes von Oelmotorfahrzeugen durcheilt werden und die glatte Asphaltfläche der großen Städte wie auch die Straßenschiene von mit Sammlerelektrizität getriebenen Wagen belebt sein wird.“

Die Reichweite der historischen Fahrzeuge war mit knapp über hundert Kilometern deutlich niedriger als die über 600 Kilometer, die gegenwärtig erreichbar sind. Um 1900 waren in den USA knapp 34.000 Fahrzeuge elektrisch betrieben. 1912 wurden bis dato die meisten Elektrofahrzeuge verkauft. Danach ging der Marktanteil massiv zurück. Zwischen 1896 und 1939 registrierte man weltweit 565 Marken von Elektroautos.

### Deutschland
Elektroautohersteller: Andreas, Dixi/Wartburg, Elektra, Fahrzeugfabrik Eisenach, Fiedler, Flocken, Geha, Geist, Hagen, Henschel, Hercules, KAW, KEW/ABAM, Kliemt, Kruse, Kühlstein, Lloyd, Lux, Maier, Maxwerke, Messerschmitt-Bölkow-Blohm, Namag, Pflüger, Scheele, Siemens, Slaby-Beringer, Stoewer, Talbot (Berlin), Vulkan.
Dem ehemaligen Lanz-Mitarbeiter und Erfinder Andreas Flocken ist es zu verdanken, dass Deutschland 2013 „125 Jahre Elektroauto“ feiern konnte.

### USA

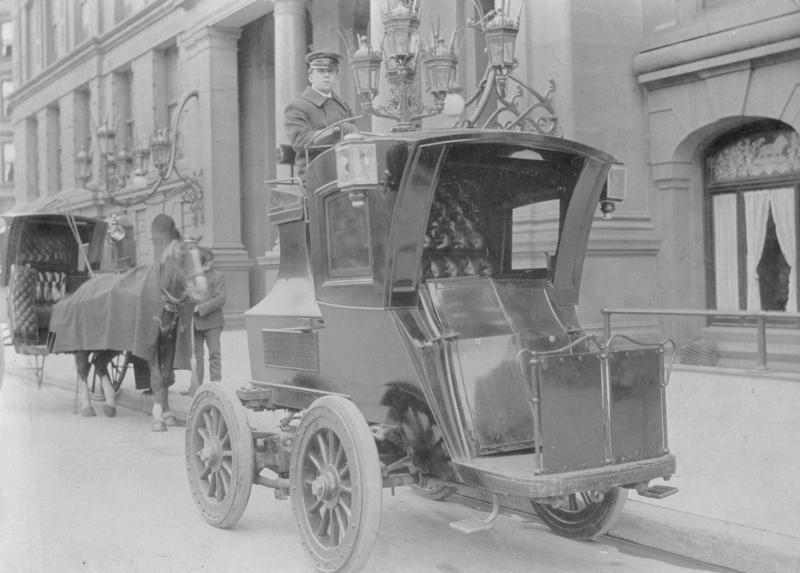
E.V.C. oder Columbia Hansom Cab Kraftdroschke, um 1904

In den USA wurden Elektroautos ab 1897 kommerziell hergestellt. Die ersten waren wiederum Henry G. Morris und Pedro G. Salom, die als Teilhaber und technische Leiter der Electric Carriage & Wagon Company (E.C.W.C.) einen interessanten Weg einschlugen. Vor allem Salom war davon überzeugt, dass Wartung und Unterhalt zu komplex waren, als dass sie von ungeschulten Privatpersonen zu beherrschen wären. Anstatt einzelne Fahrzeuge an Kunden abzugeben, wollten sie erst eine Flotte gleicher Fahrzeuge bauen, die über eine gemeinsame Ladestation aufgeladen und gewartet würden. Diese Fahrzeuge sollten den Kunden vermietet werden nach dem Vorbild der damals verbreiteten Mietställe, die Pferde und Gespanne auf diese Weise abgaben. Das Unternehmen geriet sehr schnell in den Fokus von Finanzleuten, die mit Elektrofahrzeugen das Taximonopol in europäischen Großstädten übernehmen wollten. Sie kauften 1897 die E.C.W.C und von Isaac Rice den Konkurrenten Electric Vehicle Company (E.V.C.), der für kurze Zeit der größte Automobilhersteller der Welt war. Eine Reorganisation brachte Albert Augustus Pope als Produktionsfachmann an Bord. Dessen eigener Elektroautobetrieb, die
Columbia Automobile Company, wurde als Joint Venture von E.V.C. und Pope geführt und stellte die Fahrzeuge beider Marken her. E.V.C. übernahm das Mietkonzept. In den individuell ausgehandelten Verträgen wurden auch Wartungs- und Ladekosten geregelt und auch die Schulung der Fahrer vereinfacht. In mehreren Städten wurde ein Netz von Servicestationen eingerichtet, wo diese Arbeiten ausgeführt wurden und vor allem die Batteriesätze ausgetauscht wurden. Das Taxi-Projekt scheiterte an finanziellen und technischen Problemen. Zu letzteren gehörte die zu geringe Reichweite der Fahrzeuge, die eine viel zu große Anzahl an solchen Relaisstationen erfordert hätten, als dass ein rentabler Betrieb möglich gewesen wäre. Trotzdem wurden die ersten motorisierten Taxis in New York und anderen Großstädten elektrisch betrieben.

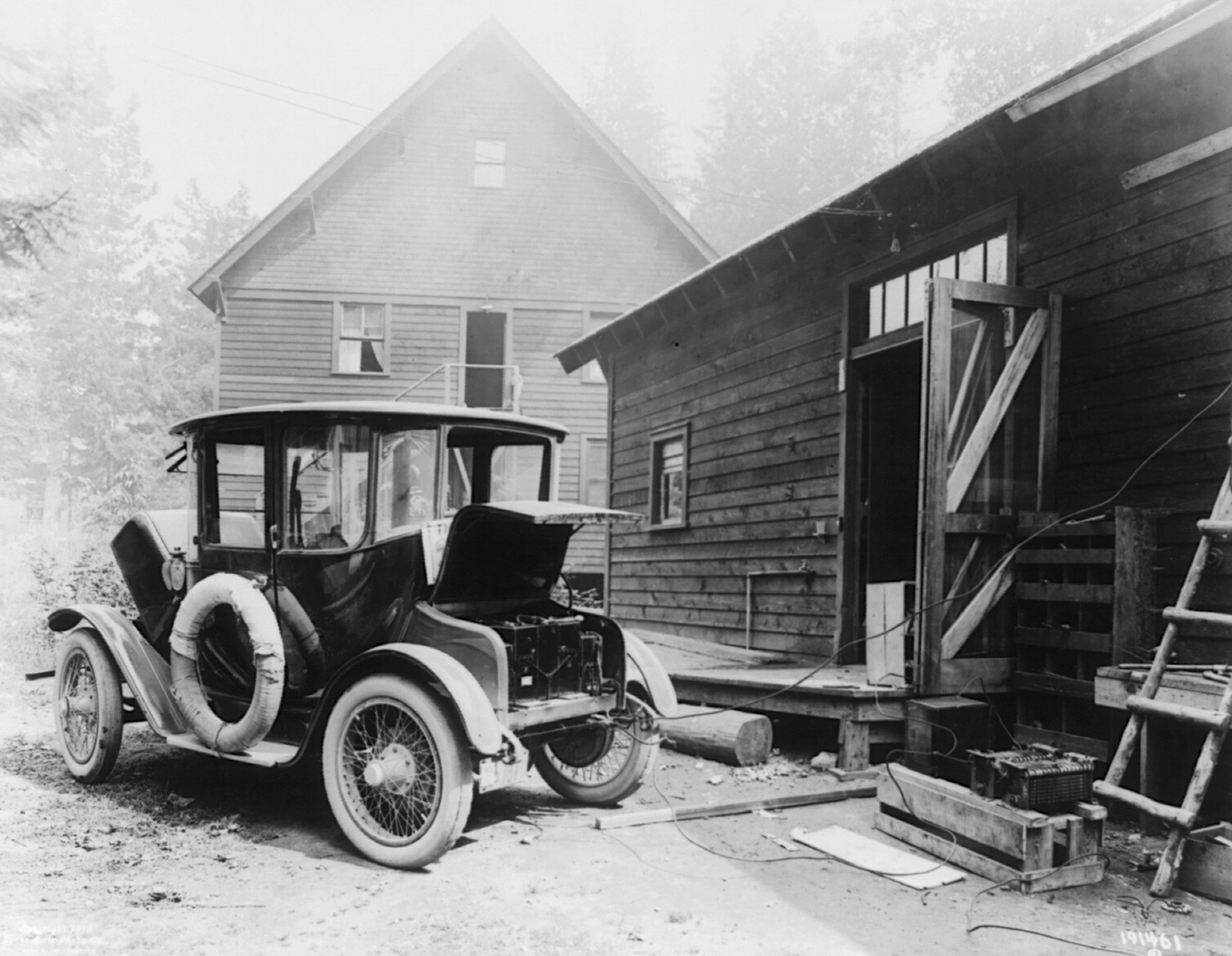
Ein Detroit Electric beim Ladevorgang im Jahre 1919

Um 1900 waren in den USA 40 % der Automobile Dampfwagen, 38 % Elektrowagen und 22 % Benzinwagen. In New York gab es 1901 sogar 50 % Elektroautos und 30 % Dampfwagen; die restlichen waren Naphtha-, Acetylen- und Pressluftwagen. Der Höhepunkt der Elektroautowelle wurde 1912 erreicht: 20 Hersteller bauten 33.842 Elektroautos; allerdings waren das nun bei insgesamt 356.000 Automobilen und 22.000 Nutzfahrzeugen insgesamt weniger als 10 % Anteil am Markt, mit sinkender Tendenz. Allein Ford baute mehr Autos als alle Elektroautohersteller zusammen und kam mit 78.440 auf 22 %.
Andere bekannte US-Elektroautohersteller dieser Zeit waren Detroit Electric, Baker Motor Vehicle und Studebaker Electric. Henry Ford entwickelte auf Basis eines Ford Model T einen Elektroprototyp. Es kam aber nicht zur Serienproduktion, während zwischen 1908 und 1927 in den USA 15 Mio. Stück des benzingetriebenen T-Modells gebaut wurden.
Allein Detroit Electric produzierte von 1907 bis 1941 insgesamt 12.348 Elektroautos und 535 Elektro-LKW. Die breite Verwendung schlug sich unter anderem bei Comics nieder, indem Oma Duck ein solches Auto fährt.

### Österreich
1899 stellten die Lohner-Werke auf der Automobilausstellung in Berlin den Egger-Lohner C.2 vor.
Im Jahr 1900 trat auch der in der Elektrobranche tätige Ferdinand Porsche auf der Weltausstellung in Paris mit einem Elektrowagen in das Rampenlicht der Öffentlichkeit, den er im Auftrag von Lohner konstruiert hatte. Der Lohner-Porsche verfügte über Radnabenmotoren an den Vorderrädern. Porsche sah den größten Vorteil des Elektroantriebs darin, dass weder Getriebe noch sonstige mechanische Elemente zur Kraftübertragung erforderlich waren. Auch die ansonsten geringe Reichweite des Autos hatte ihn gedanklich beschäftigt, weshalb er funktional einen Elektro- mit einem Verbrennungsmotor verband. Der Benzinmotor lieferte über einen Generator Strom für den Akkumulator, der seinerseits den Elektromotor speiste. Noch im selben Jahr 1900 wurde auch eine Rennversion gebaut, die mit einem 1800 kg schweren Akku ein Spitzentempo von 60 km/h erreichte. Diese Variante besaß an allen vier Rädern Radnabenmotore.

### Italien
1905 wurde in Turin die Società Torinese Automobili Elettrici (STAE) gegründet, die eine Lizenz der Compagnie Parisienne des Voitures Electriques nutzte.

### Historische Geschwindigkeitsrekorde
Den ersten Geschwindigkeitsrekord für ein Landfahrzeug stellte der französische Autorennfahrer Gaston de Chasseloup-Laubat am 18. Dezember 1898 mit dem Elektroauto Jeantaud Duc von Charles Jeantaud in Achères (Département Yvelines, nahe Paris) auf. Die erreichte Geschwindigkeit war 62,78 km/h. Dieser wurde am 17. Januar 1899 von dem Belgier Camille Jenatzy am selben Ort mit dem Elektroauto CGA Dogcart mit 66,66 km/h gebrochen. Am selben Tag, am gleichen Ort, holte Gaston de Chasseloup-Laubat mit der Duc und 70,31 km/h den Rekord für sich und Jeantaud zurück. Zehn Tage später ging der Geschwindigkeitsrekord in Achères wieder an den CGA Dogcart, der nun von Camille Jenatzy gefahren wurde, und zwar mit 80,35 km/h. Am 4. März holte Gaston de Chasseloup-Laubat mit dem Jeantaud Duc Profilée sich und Jeantaud zum dritten Mal den Rekord mit 92,78 km/h. Dieser Rekord ging an Camille Jenatzy verloren, der am 29. April 1899 mit seinem Elektroauto La Jamais Contente als erster Mensch über 100 km/h, nämlich 105,88 km/h fuhr.
Im Jahr 1919 wurde in Deutschland festgestellt, dass gummibereifte Lastwagen mit Verbrennungsmotoren eine Höchstgeschwindigkeit von 15 bis 16 km/h nicht überschreiten sollten. Für LKW als Zugwagen waren 12 bis 14 km/h anzuvisieren. Für gummibereifte Lastwagen mit Elektroantrieb hatte die Praxis im gleichen Jahr ergeben, dass eine Höchstgeschwindigkeit von 18 km/h realistisch war.

## Verdrängung des Elektroautos nach 1900
Der Niedergang der Elektroautos setzte ab etwa 1910 ein, als das Starten von Autos mit Benzinmotoren durch das Betätigen eines Anlassers anstelle des Ankurbelns viel bequemer wurde. Die sehr viel größere Reichweite und das Angebot billigen Öls für Vergaserkraftstoffe waren weitere Faktoren für den Nachfragerückgang bei den laufruhigen elektrischen Transportmitteln mit ihren „hochsensiblen Akkus“. Benzin wurde durch den Einfluss der Standard Oil der hauptsächliche Kraftstoff in den USA und in allen von der Standard Oil beeinflussten Ländern. Damit einhergehend stellte selbst der Automobilhersteller Henry Ford sein von 1908 bis 1927 gebautes Ford Modell T, das für „Äthanol“ entwickelt wurde, auf Benzin (Ethanol-Kraftstoff) um.
Schon in den 1920ern spielten Kraftfahrzeuge mit Elektromotor keine ernstzunehmende Rolle mehr.

## Nische (1912–1990)
Der niederländische Technikhistoriker und Literaturwissenschaftler Gijs Mom vertritt die Position, dass die jahrzehntelange Stagnation bei der Entwicklung der (individuellen) Elektromobilität aus wissenschaftlich-technologischer Sicht nicht erklärbar sei. Er legte dar, dass vor allem kulturelle Faktoren die Verbreitung von elektrisch angetriebenen Autos verhinderten. Schon im 19. Jahrhundert war bekannt, dass die Stärken der batteriebetriebenen Elektrofahrzeuge im Nahverkehr liegen, wo sie den Fahrzeugen mit Verbrennungsmotor sogar überlegen sein können, wie etwa eine technische Fachzeitschrift 1958 klarstellte. Darin wurde auch geschlussfolgert, „daß man alle Wirtschaftszweige im Interesse der Volkswirtschaft dafür interessieren sollte, Elektrofahrzeuge überall dort einzusetzen, wo entsprechende betriebliche Voraussetzungen gegeben sind“. Doch selbst die Ölpreiskrisen der 1970er Jahre konnten das Umdenken hin zum Elektroantrieb mit Akkus nicht auslösen.
Verbreitung fand der Elektroantrieb jedoch in Fahrzeugen, die die Fahrenergie nicht in Akkumulatoren mitführen mussten, sondern z. B. aus Oberleitungen beziehen konnten (Elektrolokomotive, Oberleitungsbus, Straßenbahn, Dieselelektrischer Antrieb).

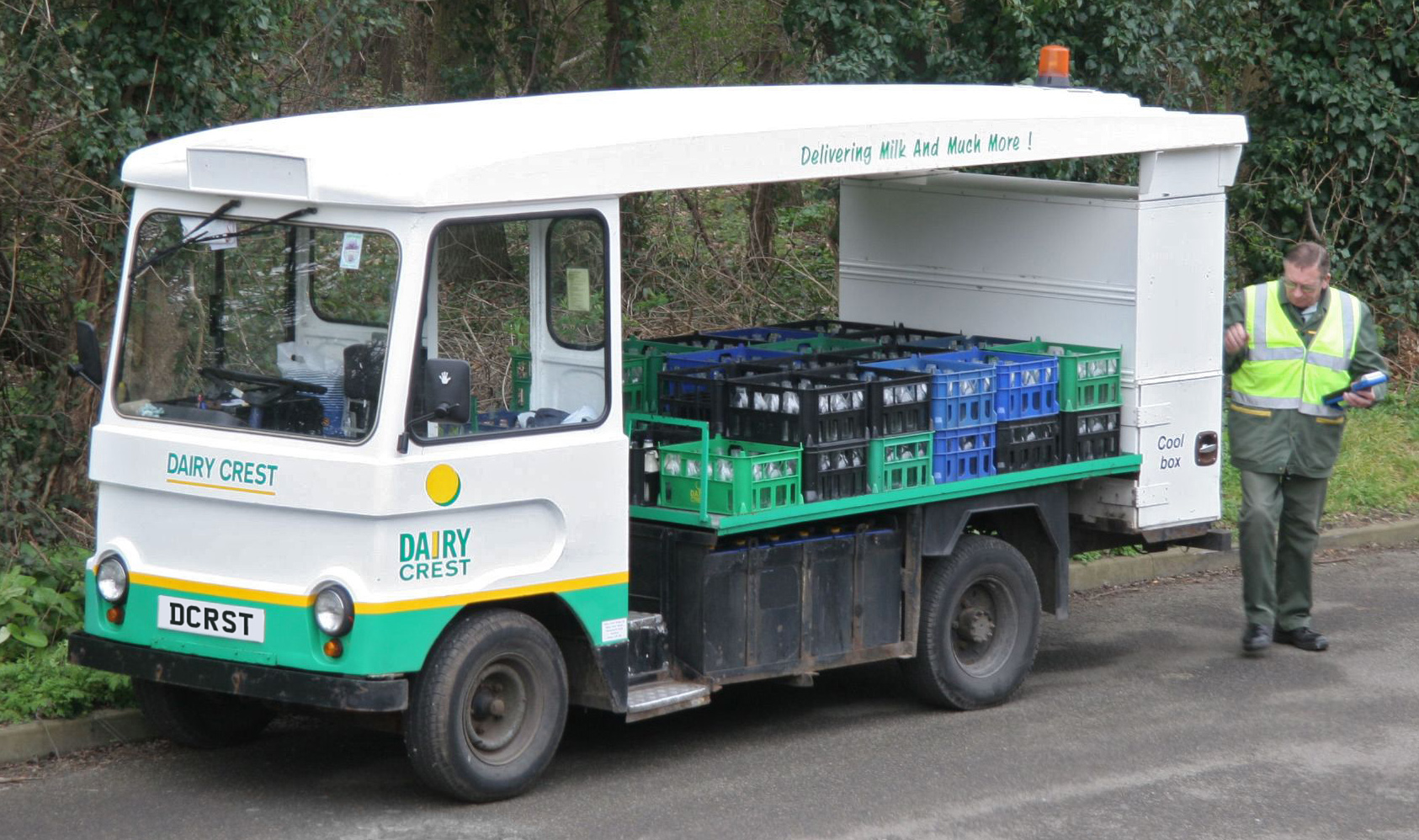
Ein Milk float

Eine Nische, in der sich Kraftfahrzeuge mit Elektromotor hielten, war der Nahverkehr mit kleinen Lieferwagen, etwa für die tägliche Anlieferung von Milchflaschen in Großbritannien und Teilen der Vereinigten Staaten, den milk floats. Vor allem in Großbritannien waren einige Zehntausend dieser Wagen in Betrieb. Die führenden Hersteller von milk floats in Großbritannien im 20. Jahrhundert waren Smith’s, Wales & Edwards, Morrison Electriccars, M&M Electric Vehicles, Osborne, Harbilt, Brush, Bedford und Leyland. Mit dem Rückgang der Hauslieferungen blieben nur Bluebird Automotive, Smith Electric Vehicles und Electricar Limited übrig. Smith Electric Vehicles ist (2008) der größte Hersteller von Liefer- und Lastkraftwagen mit Elektroantrieb. Der niederländische Hersteller Spijkstaal produziert seit 1938 Elektrofahrzeuge, zumeist für Spezialaufgaben.
Besonders bekannt ist die Verwendung von Elektrofahrzeugen für Postverwaltungen, zum Beispiel bei der deutschen Reichspost (etwa Paketzustellwagen von Bergmann), der deutschen Bundespost, der deutschen Post der DDR, der österreichischen Post- und Telegraphenverwaltung (siehe etwa Beitrag Elektro-Niederflur-Omnibus) oder der deutschen Post AG, Diese betrieb von Dezember 2014 bis Oktober 2021 mit ihrem Tochterunternehmen Streetscooter sogar ein eigenes Produktionsunternehmen für Elektrofahrzeuge.
Eine weitere Nische, in der sich Kraftfahrzeuge mit Elektromotor behaupten konnten, war der Transport von Eis und Fisch in den Fischereihäfen, da gerade in den Auktionshallen der Einsatz von Verbrennungsmotoren aufgrund ihrer Abgase nicht zulässig war. Borgwards Hansa-Lloyd AG in Bremen entwickelte für dieses Einsatzgebiet in der Zwischenkriegszeit spezialisierte Elektroschlepper, die teilweise bis nach dem Jahr 2000 im Einsatz blieben. Eines dieser Fahrzeuge befindet sich inzwischen in der Sammlung des Deutschen Museums in München. Ab 1945 hatte vorwiegend die Britische Rheinarmee Interesse am BE3000/EL3000, dem später ein bezeichnungsgleiches Postzustellfahrzeug folgte.
In einigen wenigen Tourismusregionen (beispielsweise im schweizerischen Zermatt seit 1931) beherrschten Elektroautos zeitweise den gesamten Verkehr.
Anfang der 1920er Jahre fertigte das Leipziger Unternehmen Bleichert Elektrokarren und Elektro-Lieferfahrzeuge (Lastkraftwagen), die in ganz Deutschland eingesetzt wurden. In der DDR waren für den innerbetrieblichen Transport vorgesehene Elektrokarren verbreitet, die auch straßentauglich waren.
In der Bundesrepublik Deutschland baute unter anderem die Auto Union GmbH im Jahre 1956 Elektrofahrzeuge auf Basis des DKW-Schnelllasters, die unter anderem von Elektrizitätswerken zum Zähleraustausch genutzt wurden. Später gab es diverse Probeversuche mit Hybrid- und Duo-Bussen. Die Entwicklungen fußten auf politischen Förderprogrammen und endeten mit Auslaufen dieser Programme recht bald wieder. In der DDR wurden 1953 Elektrofahrzeuge für die Post in Berlin in Betrieb genommen. Diese stammten ursprünglich von Bergmann aus den 1920er Jahren und wurden in der DDR mit modernem Aufbau versehen und für Briefkastenentleerung und Paketzustellung genutzt.
In den Vereinigten Staaten überlebten Elektrofahrzeuge als sogenannte Nachbarschaftsfahrzeuge. Hier handelt es sich um kleine Fahrzeuge, die wegen geringer Geschwindigkeit erleichtert zugelassen werden. Von 1960 bis 1964 baute Henney mit dem Kilowatt eine Elektro-Version des Kleinwagens Renault Dauphine. Ein großer US-Hersteller für leichte Personentransporter ist die Firma Global Electric Motorcars.

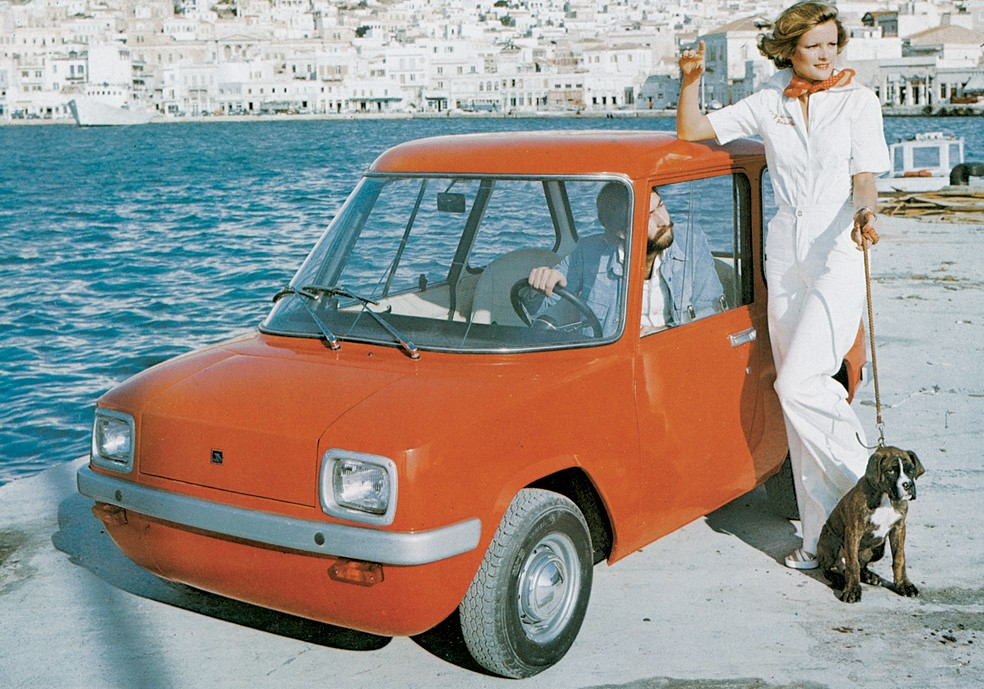
Der Enfield 8000 von Enfield-Neorion, 1973

Der Enfield 8000 von Enfield-Neorion wurde 1969 entwickelt und von 1972 bis 1975 gebaut, davon 120 im Vereinigten Königreich. Bestückt war der Wagen mit einer 48-V-30-kWh-Batterie. Die Hälfte der Fahrzeuge wurden an ein Elektrizitätsunternehmen verkauft, ein kommerzieller Erfolg blieb aus.
Bei einem Carsharing-Versuch in Amsterdam, der 1974 gestartet wurde, waren Elektroautos des Erfinders Luud Schimmelpennink als Transportmittel im Einsatz. Das dreirädrige Zwei-Personen-Auto erzielte 30 km/h, und seine Batterien konnten an Stationen binnen sieben Minuten aufgeladen werden. Das „Witkar“-Projekt blieb indessen ohne überdauernde Resonanz und wurde mangels Zielerreichung 1986 aufgegeben.
In Dänemark wurden in der Zeit von 1981 bis 1986 mehrere Prototypen des Hope Whisper in zwei Ausführungen gefertigt. Zu einer Serienfertigung kam es allerdings nie. Bei der Premiere der ersten Generation kam es vor den Augen von 3000 geladenen Gästen, darunter dem damaligen dänischen Ministerpräsidenten Poul Schlüter, zu einem Unfall mit einem Prototyp des Whisper W1.

## Renaissance (1990–2002)

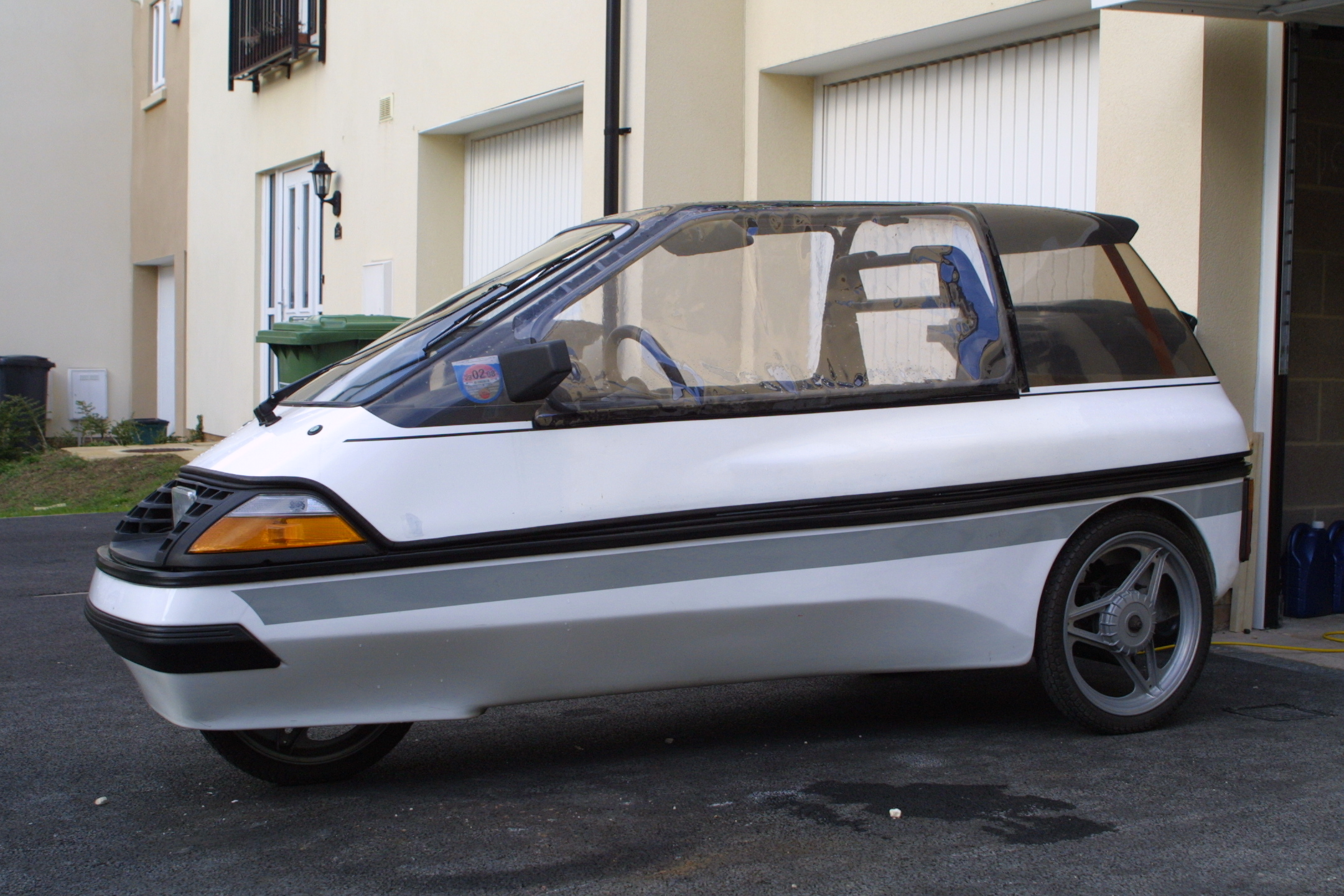
MiniEl (ab 1987)

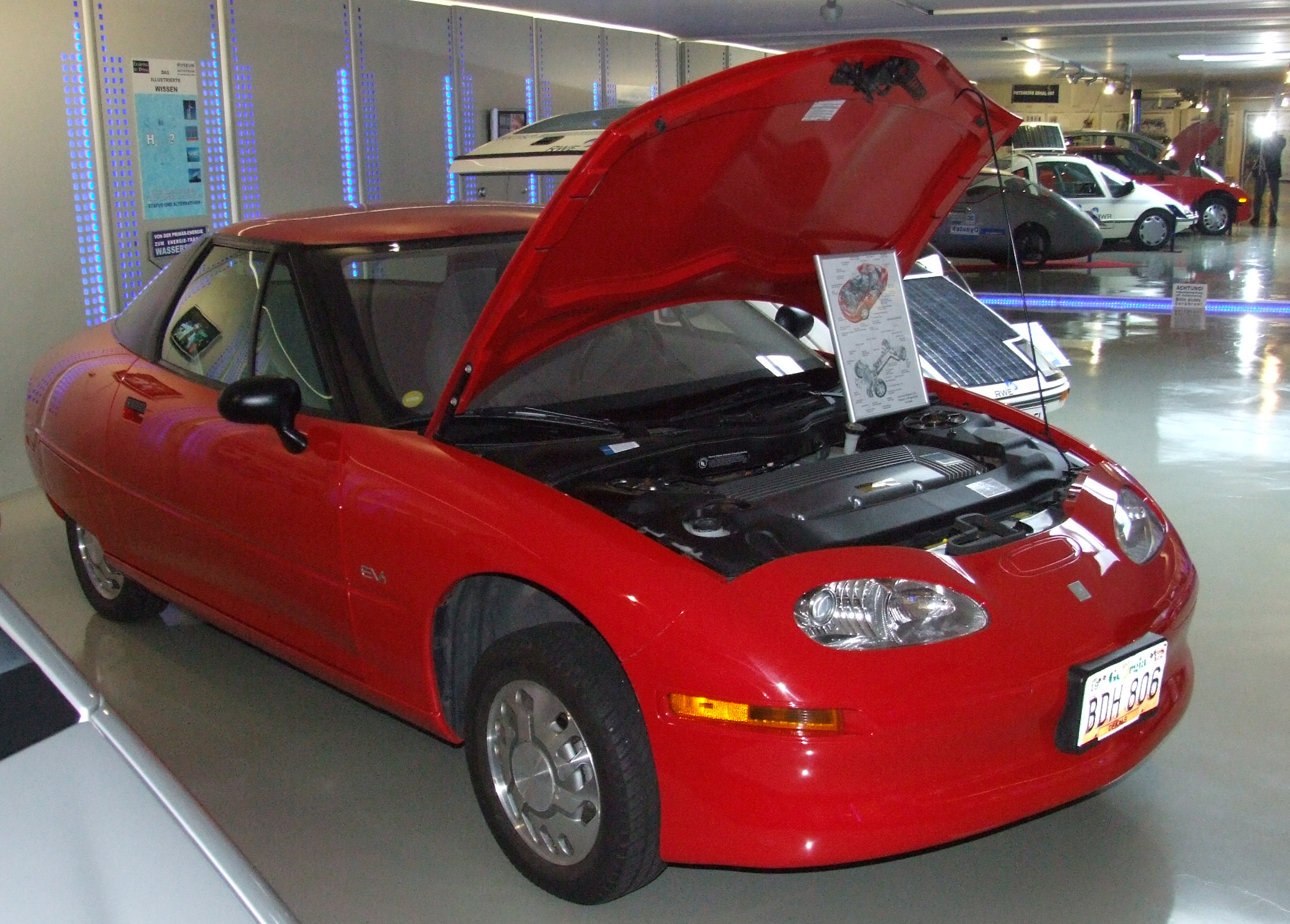
General Motors EV1, der in dem Dokumentarfilm Who Killed the Electric Car? verewigt wurde

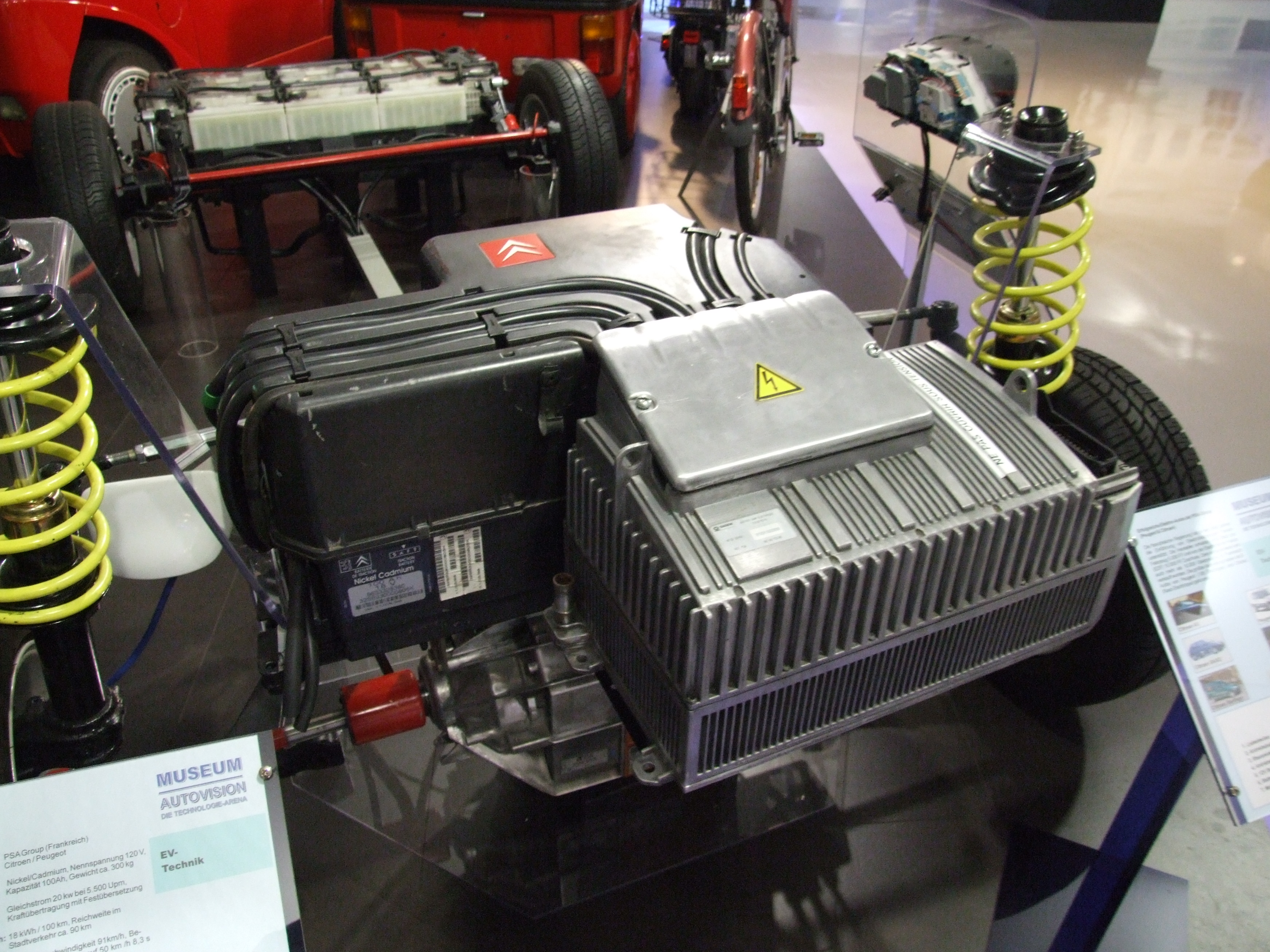
Antriebssatz wie er in den 10.000 Elektroautos der PSA verwendet wurde

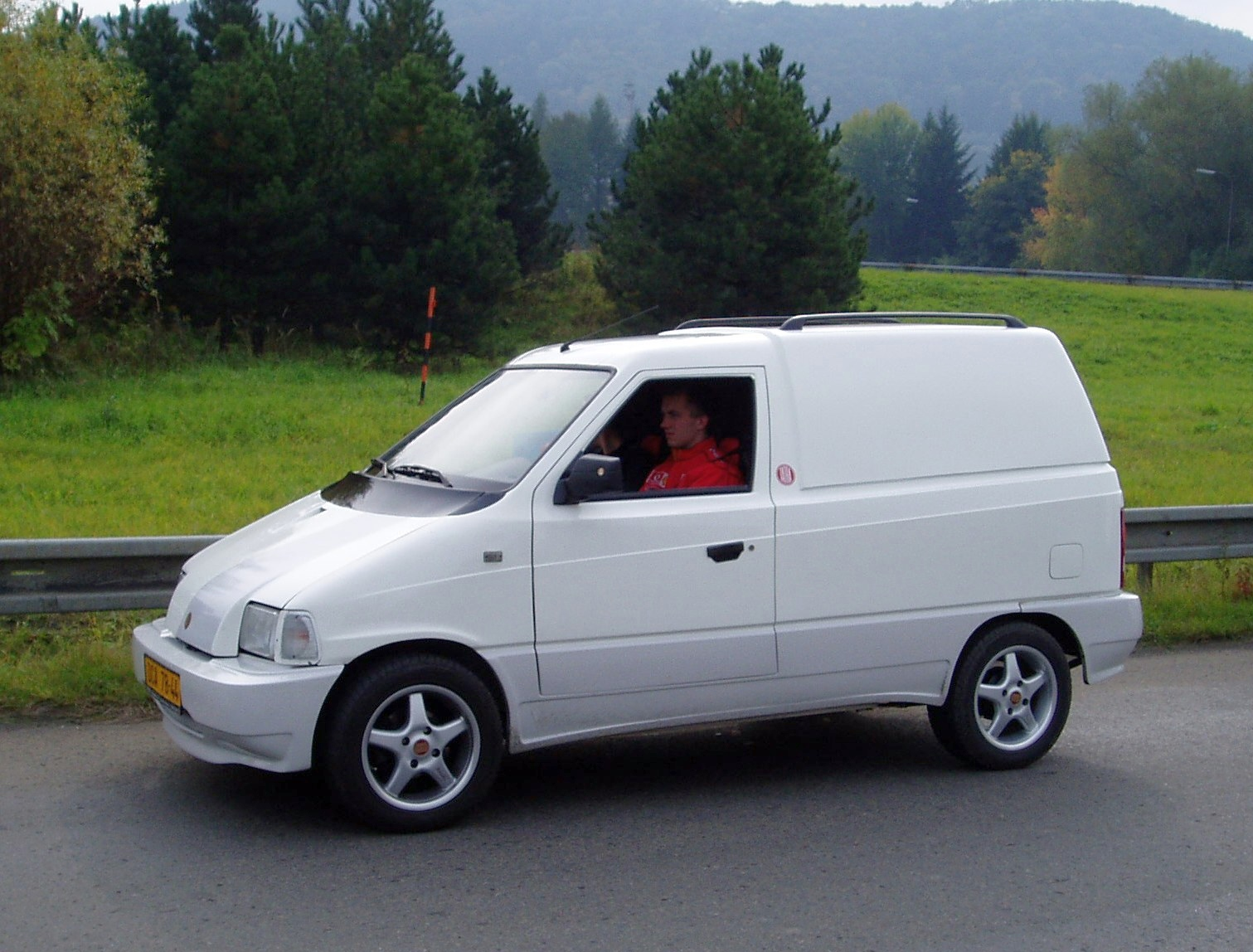
Tatra Beta, Anfang der 1990er Jahre entwickelt

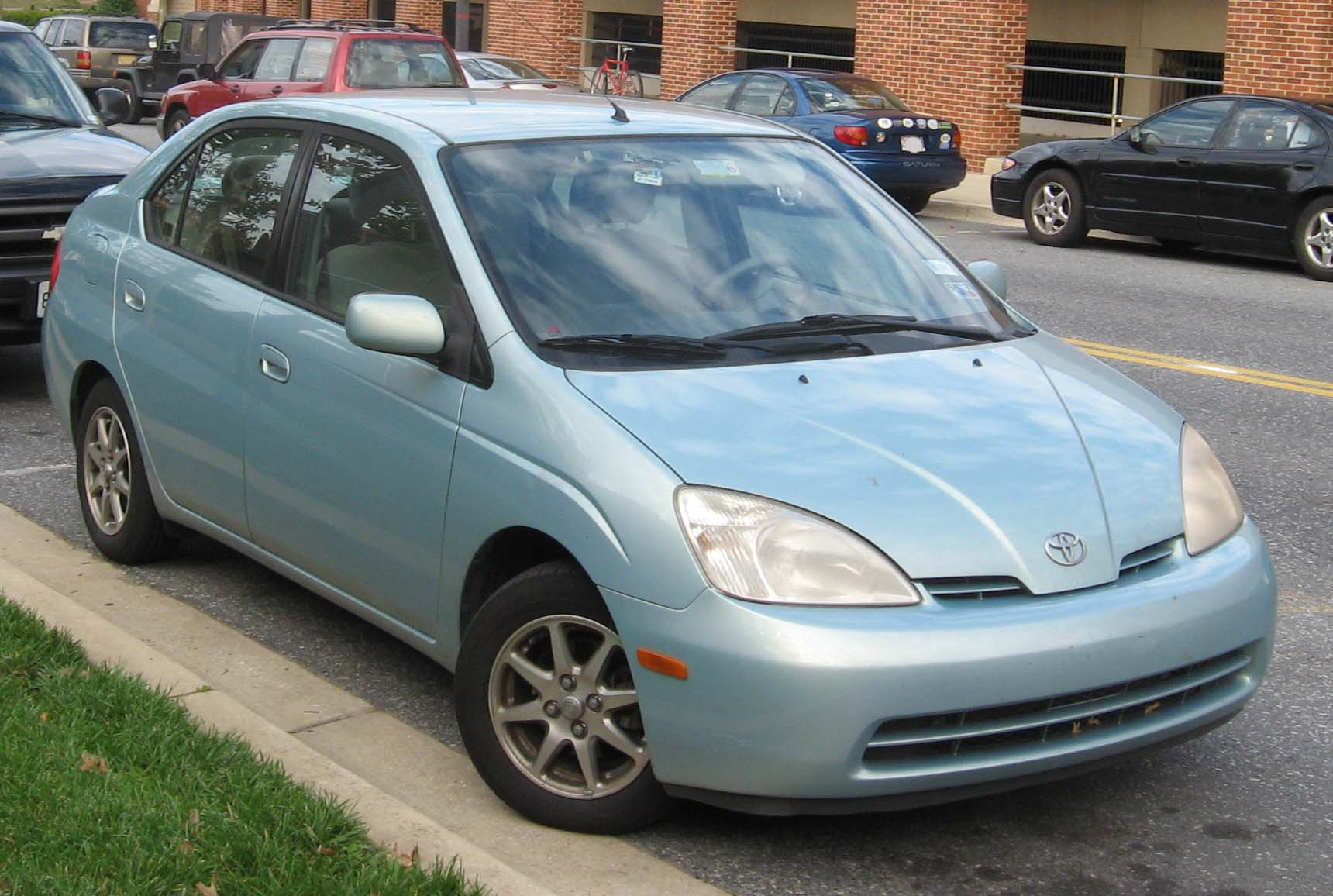
Toyota Prius, seit 1997. Erstes Hybridauto in Großserie.

Bestrebungen, Elektromotoren im Automobilbau für den Antrieb einzusetzen, wurden verstärkt nach der durch den Golfkrieg ausgelösten Ölkrise der 1990er Jahre und dem wachsenden Umweltbewusstsein in Angriff genommen. Vor allem die von der California Air Resources Board (CARB) ausgearbeitete und 1990 in Kalifornien als Gesetz verabschiedete Regelung, stufenweise emissionsfreie Fahrzeuge anbieten zu müssen, zwang die Automobilindustrie zu Produktentwicklungen.
Dies führte nicht nur zu neuen Akkumulatortypen, die die Bleiakkumulatoren als Antriebsbatterie ablösen konnten, sondern auch zur Entwicklung einer Vielzahl von Elektroautos, die später nur teilweise auch auf dem Automarkt angeboten wurden. In dieser Zeit wurde die Akkutechnologie hauptsächlich durch den stark ansteigenden Bedarf bei Handys und Notebooks vorangetrieben.
BMW entwickelte 1991 den BMW E1 mit Natrium-Nickel-Batterie, stellte das Projekt aber 1994 (vor der Markteinführung) wieder ein. Übernommen wurde für die neue Modellgeneration E36 lediglich die Formensprache (aerodynamisch verglaste Scheinwerfer etc.). 1992 erreichte das Elektroauto-Konzeptfahrzeug Horlacher Sport I mit einer Batterieladung 547 Kilometer Reichweite.
Schon vor 1993 begann die Entwicklung des Swatch-Car von Nicolas Hayek, geplant als Kleinstwagen mit Elektroantrieb, in Kooperation mit Volkswagen. Nach Produktionsabsage entstanden bis März 1994 zwei Designstudien, nun mit Mercedes. Die Mercedes-Tochterfirma MCC gab den geplanten Elektroantrieb jedoch auf und entwickelte daraus den Smart – „Der […] benzinbetriebene Smart ist ein Produkt aus dem Hause Daimler-Benz und hat nichts mit den Plänen des einstigen Swatch-Teams gemein“
Zwischen 1992 und 1996 fand mit 60 Autos ein Versuch zur Erprobung von Elektrofahrzeugen der neuesten Generation auf der Insel Rügen statt.
Die Produktion der meisten Elektroautos wurde nach Lockerung der CARB-Gesetzgebung eingestellt und die Auslieferungen gestoppt. Nach Behauptung der jeweiligen Hersteller erfolgte dies aus „mangelnder Nachfrage“ oder wegen „nicht zu gewährleistender Ersatzteilversorgung“. Im Widerspruch dazu steht das Angebot von Umweltschutzorganisationen und -aktivisten, große Auflagen abzunehmen. Da die Fahrzeuge den Endabnehmern ausschließlich auf Leasing-Basis überlassen wurden, konnten die Hersteller einer Vertragsverlängerung widersprechen und die noch voll funktionstüchtigen Wagen – teilweise zwangsweise – einziehen und verschrotten lassen. Während beispielsweise neu produzierte Honda EV Plus direkt nach der Produktion wieder verschrottet wurden und von den GM EV1 nur wenige Einzelexemplare der Verschrottung entgingen, konnte die Verschrottung der meisten Toyota RAV4 EV durch Bürgerinitiativen wie Don’t Crush! verhindert werden.
Mit dem Golf CitySTROMer versuchte VW sich zwischen 1992 und 1996 an einer Elektroversion des Golfs. Es wurden nur 120 Exemplare hergestellt und an große Energieversorger geliefert. Das Fahrzeug war nicht frei käuflich. Die technischen Daten wurden von der Forschungsstelle für Energiewirtschaft geprüft und ein Wirkungsgrad von 49 % festgestellt. Der Energieverbrauch ab Steckdose lag bei rund 25 kWh/100 km. Ursache für den recht hohen Energieverbrauch war vor allem das hohe Fahrzeuggewicht durch die ursprüngliche Basis als Verbrennerauto sowie die verwendeten Bleiakkumulatoren und der schlechte Wirkungsgrad des Ladegerätes.
1993 ging mit dem Hotzenblitz in Suhl erstmalig ein in Deutschland entwickeltes und frei verkäufliches Elektroauto in Serie. Ebenfalls aus Suhl kam seinerzeit mit dem Simson SR 50-E erstmalig ein E-Scooter auf den Markt. Beide Fahrzeuge ließen sich nur schlecht verkaufen, die Produktion wurde nach geringen Stückzahlen wieder eingestellt.
Von 1994 bis 2012 wurde der CityEL von dem Vorläufer der Smiles AG in Aub bei Würzburg produziert. Die Anfänge des Fahrzeugs liegen noch weiter zurück, schon 1987 wurde das Fahrzeug entworfen und erste Modelle des Vorläufers MiniEL in Dänemark hergestellt. Seit ungefähr derselben Zeit wird das Twike produziert, das ursprünglich in der Schweiz entwickelt und gefertigt wurde und heute in Rosenthal bei Marburg in Deutschland von Fine Mobile hergestellt wird. Beide Fahrzeuge stellten im deutschsprachigen Raum zur Jahrtausendwende einen großen Teil der Elektroautoszene. Das Elektrofahrzeug Sam ist ursprünglich ein Entwicklungsprojekt einer Schweizer Fachhochschule und wurde zuerst mit Bleiakkumulatoren verkauft. Nach einer Neuentwicklung mit Lithium-Ionen-Akkumulatoren vor wenigen Jahren wurde der Relaunch gestartet, heute wird das Fahrzeug in Polen produziert. Generalimporteur in Deutschland ist die Firma Elemo.
Von 1996 bis 1999 baute General Motors mit dem EV1 ein Serien-Elektromobil in einer Auflage von 1117 Stück. Die Fahrzeuge konnten nicht gekauft, sondern ausschließlich von ausgewählten Kunden geleast werden. Jedoch wurden die Dreijahres-Verträge nicht verlängert, die Fahrzeuge nach Ablauf eingezogen und überwiegend verschrottet.
Toyota baute etwa 1500 Stück des vollelektrischen Geländewagens RAV4 EV, Nissan baute etwa 220 Stück „Hypermini“ und Honda den Honda EV Plus.
1997 begann der Verkauf des Toyota Prius, dem ersten Großserienmodell mit Hybridantrieb. Bis Ende 2016 wurden knapp vier Millionen dieser Fahrzeuge verkauft. Insgesamt hat Toyota bis Ende 2016 mehr als neun Millionen Hybridfahrzeuge verkauft.
Die von Daimler-Benz entwickelte A-Class electric wurde bis 1997 zur Serienreife gebracht. Die eingesetzte Zebra-Antriebsbatterie sorgte bei 30 kWh für eine Reichweite von 200 km. In der A-Klasse war im Unterboden ein Doppelboden für die Akkus eingeplant. Die A-Klasse wurde nach der Lockerung des „Clean Air Act und Zero Emission Mandate“ jedoch nur mit Verbrennungsmotor auf den Markt gebracht und ist in der Elektroversion in Deutschland weitgehend unbekannt. Da der Doppelboden nun ohne schwere Akkus blieb, verlor die A-Klasse den tiefen Schwerpunkt und es kam zu den bekannten Elchtests, bei denen die A-Klasse in schnellen Wechselkurven umfiel.

## Ausbruch aus der Nische (ab 2012)

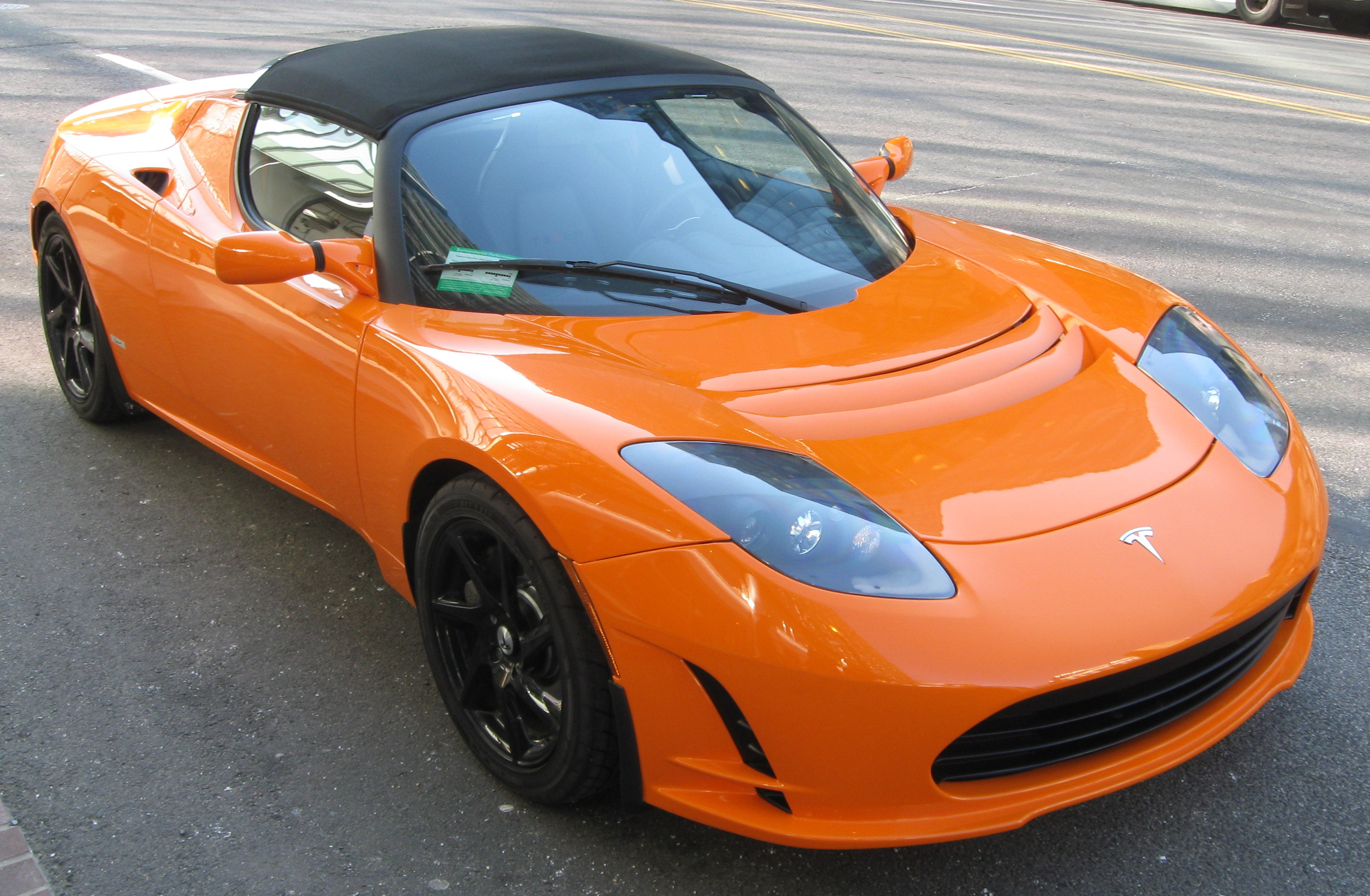
Tesla Roadster 2008–2012, Reichweite 350 km

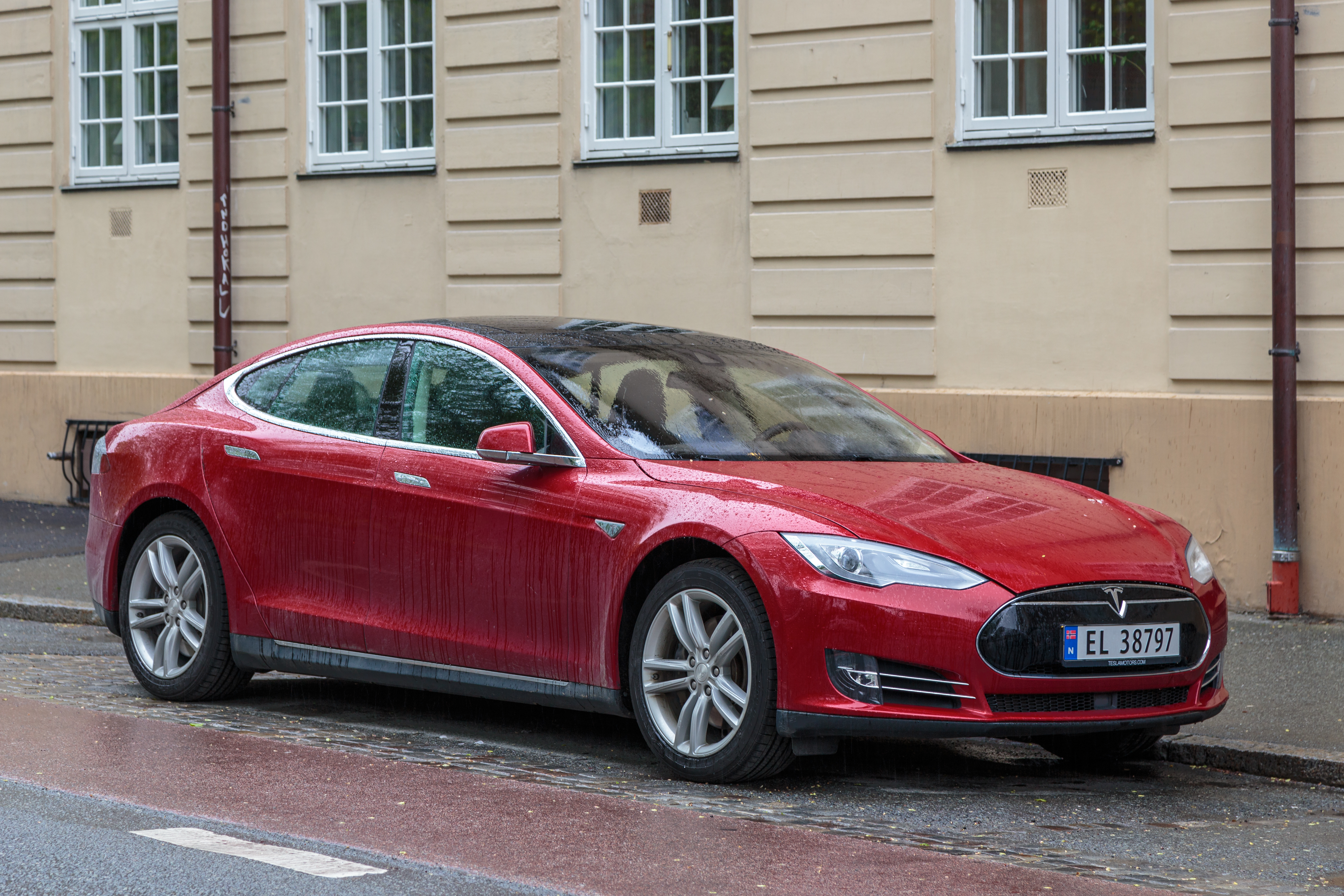
Tesla Model S seit 2012, erstes Elektroauto der Oberklasse

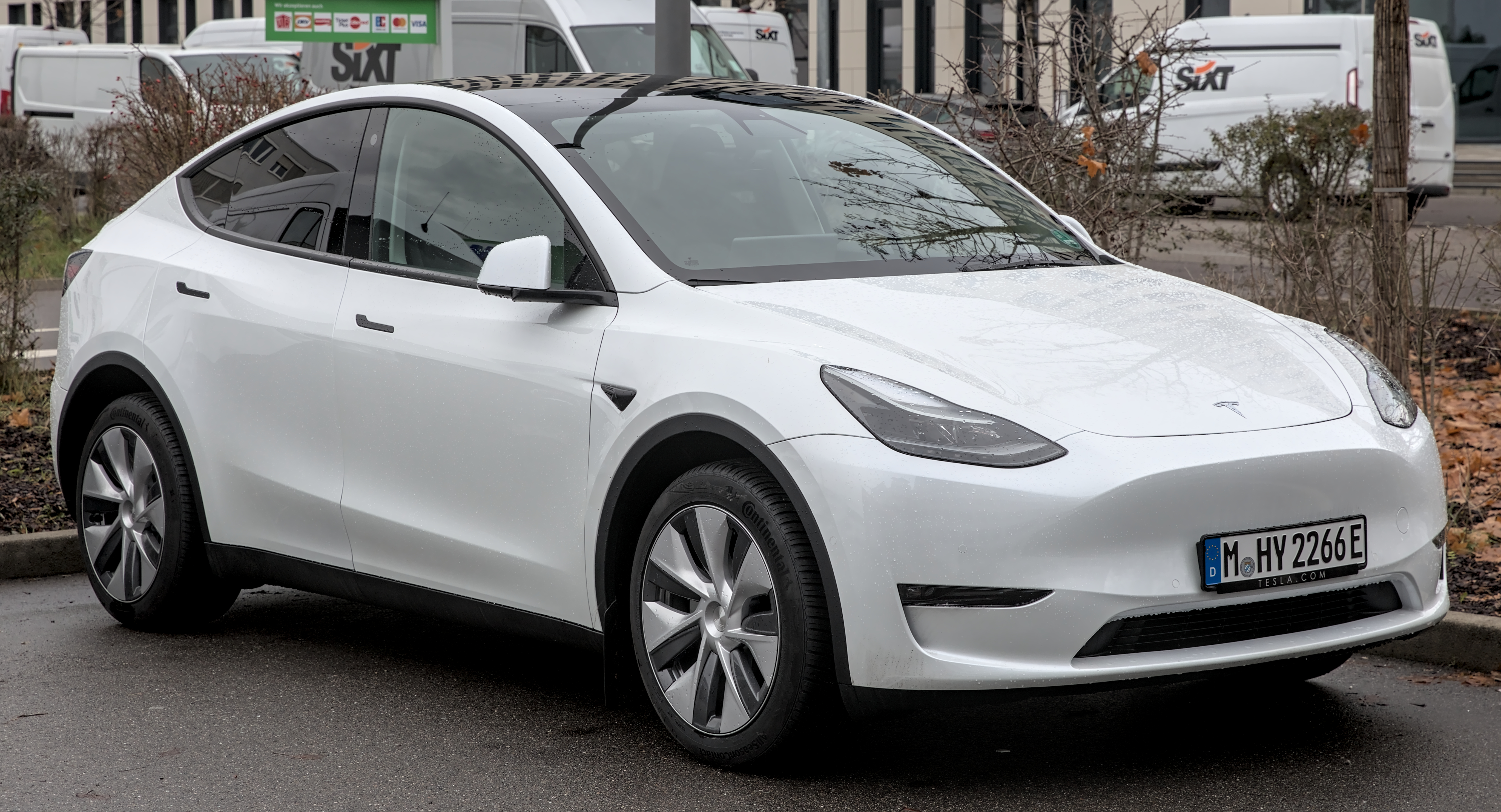
Das Tesla Model Y war 2023 das meistverkaufte Auto weltweit

Der Markteintritt des auf Elektroautos, Stromspeicher- und Photovoltaikanlagen spezialisierten Herstellers Tesla änderte die Situation grundlegend. Tesla-Fahrzeuge wie der 2008 in Serie gegangene Roadster oder die Oberklasse-Limousine Model S (ab 2012) zeichneten sich durch hohe Fahrleistungen und Reichweiten aus und wurden durch den sukzessiven Aufbau eines Tesla-eigenen Netzes von Schnellladestationen („Supercharger“) zunehmend langstreckentauglich. Das eigene Schnellladenetz gilt als entscheidend für den Erfolg des 2003 gegründeten Unternehmens. Mitte 2020 betrieb Tesla mehr als 18.000 Supercharger-Ladepunkte an 2.000 Standorten in 41 Ländern, davon 660 an 72 Standorten in Deutschland.
Auch zahlreiche etablierte Hersteller setzten zunehmend auf Elektroautos: 2009 debütierte der Mitsubishi i-MiEV als erstes Elektroauto in Großserie. General Motors führte im Dezember 2010 das Hybridauto Chevrolet Volt auf dem US-amerikanischen Markt ein; dessen Deutschland-Variante Opel Ampera erregte erhebliche Medienresonanz. Ebenfalls 2010 kam der Nissan Leaf auf den Markt, der bis 2020 das weltweit meistverkaufte Elektroauto war.
Ab Herbst 2012 wurde der seit Jahren bekannte Stadtwagen Smart Fortwo auch in der Elektroversion Smart ED verkauft. Das ursprüngliche Smart-Konzept von Hayek hatte bereits einen Elektroantrieb vorgesehen. Seine Zulassungszahl lag im Jahr 2014 in Deutschland an zweiter Stelle bei den E-Autos. Dennoch wurde seine Fertigung 2015 mit dem Ende der Smart Baureihe 451 eingestellt.
Ende 2012 kam der Renault Zoe als erstes Kleinwagen-Serienfahrzeug mit Lithium-Ionen-Akkumulatoren eines großen europäischen Herstellers auf den Markt. Ein Jahr zuvor hatte Renault mit dem Twizy ein Mietakkusystem eingeführt, das auch beim Zoe zur Anwendung kam.
Weitere große Automobilhersteller folgten 2013, unter anderem Kia Soul EV, Ford Focus Electric, VW e-up!. Der ebenfalls 2013 eingeführte BMW i3 erregte Aufsehen nicht nur durch den Antrieb, sondern auch durch seine futuristisch anmutende Karbonfahrgastzelle.
Seit Juli 2017 wird das Tesla Model 3 produziert und seit Februar 2019 in Europa ausgeliefert.
Ein Elektrobus mit dem Namen Olli des Herstellers Local-Motors ist seit Juni 2016 in der Nähe von Washington DC (USA) im Test auf der Straße; das autonome Elektromobil stammt aus dem 3-D-Drucker. Ebenfalls seit Juni 2016 ist im Schweizer Sitten und in Lyon in Frankreich ein ebenfalls elektrischer, in Serie hergestellter autonomer Shuttlebus des Unternehmens Navya im experimentellen Regelbetrieb. 2015 waren in der Volksrepublik China bereits mehr als 100.000 E-Busse im Einsatz, was einem Anteil von über 20 % des Busbestandes entspricht. Eine vollständige Elektrifizierung des gesamten Busbestandes ist denkbar. Im Jahr 2016 wurden in China 115.700 Elektrobusse neu zugelassen. Im Jahr 2017 waren es 89.000 Stück.
Auch im Bereich sogenannter Leichtelektromobile (EG-Fahrzeugklasse L6e und L7e) haben kleinere Hersteller wie Goupil, Tropos oder ARI Motors rein elektrisch angetriebene Nutzfahrzeuge auf den Markt gebracht.
Inzwischen existieren zahlreiche Schnellladestationen unterschiedlicher Anbieter, die auch von Fahrzeugen anderer Automarken genutzt werden können. Hervorzuheben ist hier z. B. Ionity, ein Joint Venture der Hersteller BMW Group, Ford Motor Company, Hyundai Motor Group, Mercedes-Benz AG sowie des Volkswagen-Konzerns (mit Audi und Porsche).
Im Dezember 2020 waren 14,0 % der in Deutschland neu zugelassenen Pkw reine Elektroautos (ohne Hybride). Ein Jahr zuvor waren es lediglich 2,0 %. Die ersten 3 Plätze belegten im Dezember 2020 der Volkswagen ID.3, die Renault Zoe und das Tesla Model 3.
Das Tesla Model Y war im Jahr 2023 das meistverkaufte Auto weltweit. Damit stand erstmalig ein Elektroauto an der Spitze der meistverkauften Autos weltweit.